# The Cure
The Cure è un gruppo musicale gothic rock inglese, nato nel 1976 per opera di Robert Smith e Laurence Tolhurst.
Nonostante i numerosi cambi di formazione della band, Robert Smith ne è sempre stato l'elemento fondante e centrale nel corso di tutti gli anni di attività. L'attuale formazione comprende Robert Smith (voce e chitarra), Simon Gallup (basso), Roger O'Donnell (tastiere), Perry Bamonte (chitarra), Jason Cooper (batteria) e Reeves Gabrels (chitarra).
Il loro album di debutto, Three Imaginary Boys (1979), impose la band tra i capofila negli emergenti movimenti post-punk e new wave, che stavano guadagnando importanza nel Regno Unito.
A partire dal loro secondo album, Seventeen Seconds (1980), la band adottò uno nuovo stile, più dark, sia dal punto di vista musicale che dell'immagine, che esercitò una forte influenza sulla nascente sottocultura Goth.
Il gruppo ha raggiunto l'apice del successo commerciale a partire dalla fine degli anni ottanta, con gli album Kiss Me Kiss Me Kiss Me (1987), Disintegration (1989) e Wish (1992) e con una serie di singoli, come Just like Heaven, Lullaby, Pictures Of You e Friday I'm In Love, ottenendo i maggiori riscontri di vendite, oltre che nel Regno Unito, negli Stati Uniti d'America, in Francia e in Germania.
I Cure hanno pubblicato 14 album in studio, due EP e oltre 40 singoli e hanno venduto più di 30 milioni di album in tutto il mondo; il disco più venduto è l'album Disintegration, in 3 milioni di copie complessive. Tra Regno Unito, Stati Uniti e Italia, i Cure hanno avuto nella Top Ten 13 album (posizioni più alte UK: Wish e Songs of a Lost World, numero 1; USA: Wish, numero 2 e Songs of a Lost World, numero 4; Italia: The Cure e Songs of a Lost World, numero 2) e 11 singoli (posizioni più alte UK: Lullaby, numero 5; USA: Lovesong, numero 2, Italia: High, numero 5).
Nel 2019, i Cure sono stati inseriti nella Rock and Roll Hall of Fame.

## Storia

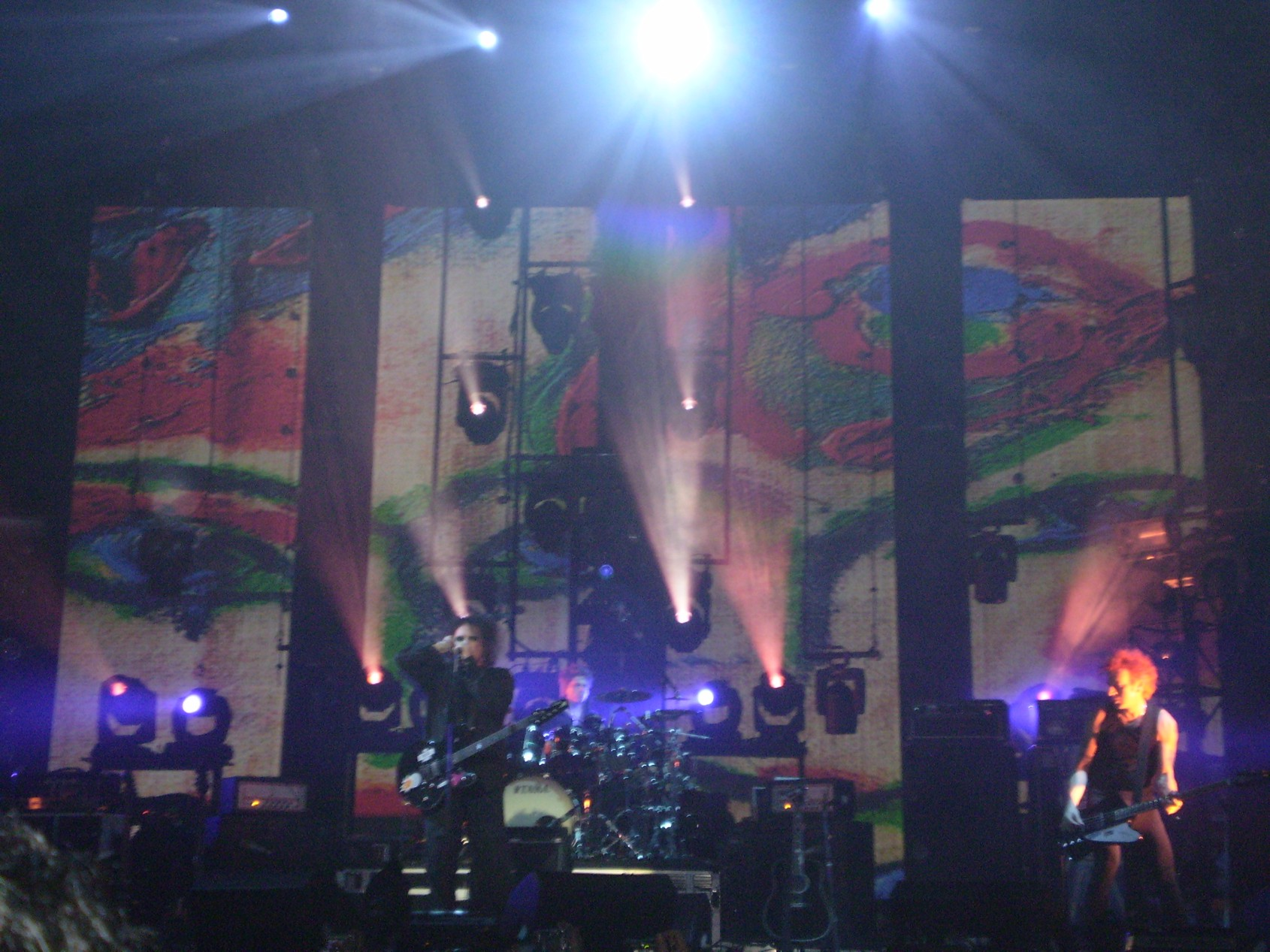
I Cure in concerto a Roma nel 2008

### 1973-1979: i primi anni

#### Gli inizi
Nel 1973, gli allora quattordicenni Robert Smith e Laurence "Lol" Tolhurst, amici d'infanzia e compagni di scuola alla "Notre Dame Middle School" di Crawley, nel West Sussex, formarono la band The Obelisks. Il gruppo diede il suo unico concerto all'interno della scuola stessa, con Robert Smith al pianoforte, Lol Tolhurst alla batteria, Alan Hill al basso, Michael Dempsey e Marc Ceccagno alla chitarra.
Nel gennaio del 1976, quando era alla scuola secondaria "St. Wilfrid's Comprehensive School", Ceccagno formò i Malice, un'altra rock band di cinque elementi, con Smith alla chitarra, Dempsey al basso e altri due compagni di scuola come cantante e batterista. Il gruppo provava soprattutto canzoni di David Bowie, Jimi Hendrix e Alex Harvey in una sala della locale chiesa. Tra il mese di aprile e l'ottobre del 1976, Ceccagno e altri due membri lasciarono il gruppo, venendo rimpiazzati da Martin Creasy (un giornalista del Crawley Observer), Lol Tolhurst e Porl Thompson, che si unirono così a Smith e Dempsey, rispettivamente, come cantante, batterista e chitarrista. Questa formazione si esibì dal vivo, per la prima volta, il 18 dicembre del 1976, alla Worth Abbey di Crawley in un set acustico, con tanto di bonghi. Due giorni dopo suonarono nuovamente, nella loro scuola. Il concerto fu un disastro e spinse il gruppo a cambiare nome.
(Robert Smith)
Nel gennaio 1977, dopo l'abbandono di Creasy e sempre più influenzati dall'emergente punk rock, gli altri membri dei Malice divennero gli Easy Cure, dal titolo di un brano composto da Tolhurst. Dopo aver vinto un concorso per giovani talenti, il 18 maggio 1977 gli Easy Cure firmarono un contratto con l'etichetta discografica tedesca Hansa Records. Nel settembre del 1977, la band fece delle audizioni a diversi cantanti prima che Robert Smith decidesse infine di assumere quel ruolo. Il gruppo registrò alcune canzoni per un primo demo presso i SAV Studios di Londra nell'ottobre del 1977. Nessuna di queste fu mai pubblicata.
Nel marzo del 1978, dopo l'ascolto delle registrazioni di Plastic Passion e Killing an Arab, l'Hansa ritenne che "nemmeno le persone in prigione l'avrebbero apprezzato", e richiese al gruppo di registrare delle cover da pubblicare; a seguito del rifiuto della band, l'etichetta ruppe il contratto.
(Robert Smith)

#### Nascono i Cure
(Robert Smith)
Nel mese di aprile del 1978, dopo l'abbandono di Porl Thompson, insoddisfatto della direzione minimalista delle composizioni, inadatta al suo stile psichedelico e da virtuoso della chitarra, i restanti tre componenti degli Easy Cure decisero di cambiare il loro nome in The Cure. Nello stesso mese di aprile, la band registrò le sue prime session come trio, ai Chestnut Studios nel Sussex, producendo un demo tape da inviare ad una dozzina di importanti etichette discografiche. Nel settembre del 1978, una copia del demo arrivò nelle mani di un talent scout e produttore della Polydor Records, Chris Parry, che fece firmare ai Cure un contratto per la sua neonata etichetta, la Fiction Records, distribuita dalla Polydor.
I Cure pubblicarono il loro singolo di debutto, Killing an Arab, nel dicembre del 1978 con l'etichetta Small Wonder, in attesa che la Fiction finalizzasse gli accordi di distribuzione con la Polydor. Il testo trae ispirazione dal romanzo Lo straniero, di Albert Camus, ed il titolo venne preso da un passaggio del libro in cui il personaggio principale pensa al vuoto della vita dopo aver ucciso un uomo su una spiaggia per ragioni che non riesce a spiegare. Il brano raccolse consensi ma anche polemiche, soprattutto per il titolo. Più volte la band fu costretta a rilasciare dichiarazioni ufficiali, negando qualsiasi connotazione razzista o violenta. Nonostante questo, il brano venne poi bandito dalle radio statunitensi, nel periodo post 11 settembre e gli stessi Cure, forse per evitare polemiche, non l'hanno più suonato dal vivo. La canzone è stata ripresa solo nel 2005, quando la band l'ha eseguita in diversi festival europei, ma con il testo cambiato da Killing an Arab a Kissing an Arab.

#### Il primo album
(Robert Smith)
L'album d'esordio, Three Imaginary Boys, venne pubblicato dalla Fiction Records l'8 maggio del 1979. A causa dell'inesperienza della band in studio, il produttore Chris Parry e il fonico Mike Hedges presero il controllo della registrazione. La casa discografica decise quali canzoni mettere nell'album e in quale ordine, così come per la scelta della copertina: un frigorifero, un aspirapolvere e un paralume e simboli al posto dei titoli delle canzoni. Il tutto avvenne senza il consenso della band, in particolare di Robert Smith. I Cure, che non ebbero alcuna voce in capitolo, odiarono la cover, così come detestavano l'album che, secondo loro, Parry e Hedges avevano reso troppo vario e pop, in completo contrasto con il loro intento più dark.
(Robert Smith)

Nonostante le perplessità della band, Three Imaginary Boys riuscì a piazzarsi per tre settimane di fila nelle classifiche inglesi, arrivando alla posizione numero 44. Nel 1979, la band partì per un tour promozionale di più di 100 concerti. Nel corso di questo periodo, il rapporto con Michael Dempsey cominciò a deteriorarsi: lui e Smith non erano mai stati davvero amici e la vita in tour mise in luce i problemi di convivenza all'interno della band. Il 12 giugno 1979, i Cure pubblicarono il loro secondo singolo, Boys Don't Cry. Inizialmente non incluso in nessun album, venne poi aggiunto nella versione statunitense dell'album d'esordio, che prese lo stesso titolo. Scritta da Dempsey, Smith e Tolhurst, il testo narra la storia di un uomo che ha rinunciato a cercare di riconquistare l'amore perduto e cerca di nascondere il suo vero stato emotivo. Considerata una delle migliori canzoni dei Cure, nel 2019, la rivista Billboard ha posizionato Boys Don't Cry al quarto posto nella sua lista delle 40 migliori canzoni dei Cure.

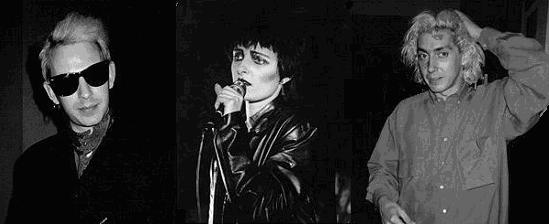
Steven Severin, Siouxsie Sioux e Budgie dei Siouxsie and the Banshees di cui Robert Smith ha fatto parte nel 1979 e dal 1982 al 1984

Nel mese di agosto del 1979, i Cure presero parte al Join Hands Tour come band di supporto ai Siouxsie and the Banshees, impegnandosi in diversi concerti in Inghilterra, Irlanda del Nord, Scozia e Galles.
Prima del concerto ad Aberdeen, la sera del 7 settembre 1979, il batterista Kenny Morris e il chitarrista John McKay lasciarono inaspettatamente i Banshees, poche ore prima che la band salisse sul palco.
Robert Smith si offrì, allora, di suonare la chitarra per loro fino alla fine del tour, che così lo vide impegnato ad esibirsi con entrambi i gruppi in tutti i rimanenti concerti. L'evento rafforzò l'amicizia personale e il sodalizio creativo fra Smith, Siouxsie Sioux e Steven Severin, bassista dei Siouxsie and the Banshees. Questa esperienza musicale ebbe un forte impatto sul leader dei Cure:
(Robert Smith)
Il 20 novembre del 1979 venne pubblicato il terzo singolo dei Cure, Jumping Someone Else's Train. Sebbene non accreditata, Siouxsie Sioux collaborò cantando i cori nel brano del lato B, intitolato I'm Cold. Verso la fine del 1979, Robert Smith decise di dedicarsi ad altri progetti, prendendosi una pausa dalla sua band principale. Produsse così uno split single stampato in 100 copie dalla sua neonata etichetta, la "Dance Fools Dance", con brani degli Obtainers (un gruppo di giovanissimi, che suonava senza strumenti, utilizzando solo utensili da cucina) e dei Mag/Spys, band punk in cui militavano il tastierista Matthieu Hartley e il bassista Simon Gallup.

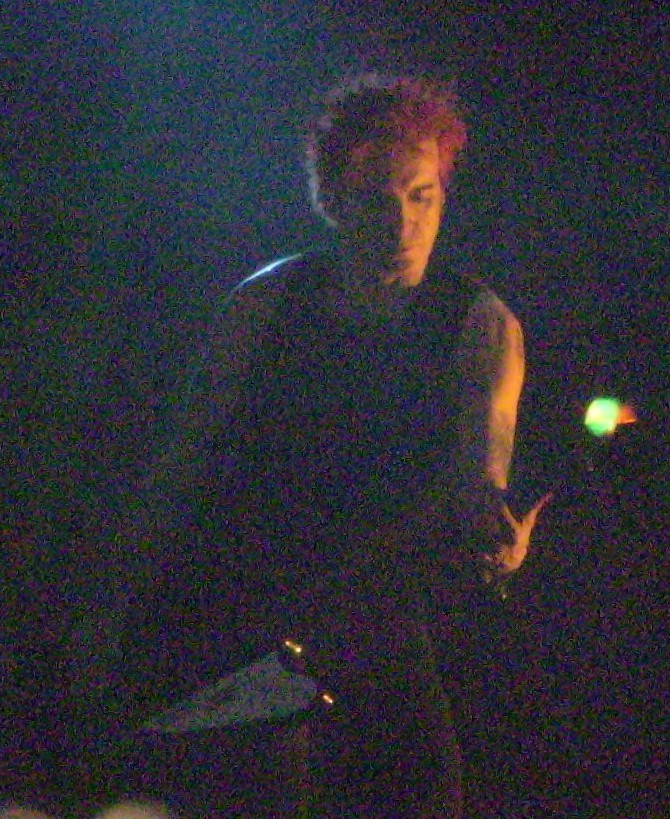
Simon Gallup

Nel mese di dicembre del 1979, Smith chiese a Gallup di partecipare ad un progetto parallelo chiamato Cult Hero, assieme a Frank Bell (un postino di Horley, raffigurato anche sulla copertina del singolo), come cantante, e alle sorelle di Smith, Margaret e Janet (quest'ultima avrebbe poi sposato uno dei chitarristi dei Cure, Porl Thompson) ai cori. La band, in realtà, fu creata soprattutto per testare la collaborazione tra Smith e Gallup, in considerazione di una possibile sostituzione di Michael Dempsey, da parte di Gallup, nel ruolo di bassista nei Cure. Col passare del tempo, il rapporto tra Smith e Dempsey, si era infatti deteriorato. La causa è molto probabilmente rintracciabile nelle divergenze musicali tra i due, oltre che dalla fredda accoglienza, da parte di Dempsey, del materiale che Smith stava scrivendo per l'album successivo. 
(Robert Smith sulla separazione da Dempsey)
Con il progetto Cult Hero, Smith pubblicò un singolo contenente due canzoni dalle atmosfere new wave/disco: I'm a Cult Hero e I Dig You. Il disco ebbe un buon successo in Canada, dove vendette 35 000 copie. Dopo la registrazione del singolo, sia Gallup che Hartley lasciarono i Mag/Spys e si unirono ai Cure, mentre Dempsey venne definitivamente estromesso dalla band.
(Chris Parry sull'uscita di Dempsey dai Cure)

### 1980-1982: la trilogia dark

#### Seventeen Seconds
(Matthieu Hartley sulla registrazione dell'album Seventeen Seconds)
A differenza della produzione del loro primo album, Smith esercitò un maggiore controllo nelle fasi di registrazione del loro secondo album, Seventeen Seconds, che co-produsse con Mike Hedges, già fonico nel precedente Three Imaginary Boys. Le sessioni si svolsero a Londra, presso i Morgan Studios, nel mese di gennaio del 1980, con budget (meno di 3.000 sterline) e tempo limitati.
L'idea che Smith aveva in mente, riguardo la direzione musicale da far prendere alla band, era quella di includere anche tastiere e synth (ma limitando Hartley a suonare principalmente parti monocorde e raramente accordi), che avrebbero fornito atmosfere più post-punk e ricercate, segnando così una cesura netta con Three Imaginary Boys. Smith scrisse i testi e la musica della maggior parte del disco a casa dei suoi genitori, su un organo Hammond con registratore incorporato. Nella fase di produzione, Hedges e Smith prestarono particolare attenzione a rendere il suono scarno e introspettivo, raggiungendo una semplicità minimale ma densa, diversa da qualsiasi altra cosa i Cure avessero sperimentato prima. Il risultato volutamente cupo di Seventeen Seconds venne poi catturato perfettamente dalla copertina sfocata, anonima, di un pomeriggio piovoso, creata dal fotografo Andrew Douglas.
Anticipato dal singolo A Forest, uscito il 5 aprile, Seventeen Seconds venne pubblicato il 18 aprile del 1980 e raggiunse il numero 20 nella Official Albums Chart. Considerato uno dei primi esempi di gothic rock, l'album segna in un certo senso l’inizio del cosiddetto periodo dark della band. Nello stesso anno Three Imaginary Boys fu rieditato per il mercato americano con il titolo Boys Don't Cry e pubblicato il 5 febbraio 1980 con una nuova grafica e una tracklist modificata. Il 25 aprile successivo, i Cure partirono per il loro primo tour mondiale per promuovere entrambe le uscite, con una serie di concerti che toccarono Europa, Stati Uniti e Australia. Alla fine del tour, il tastierista Matthieu Hartley lasciò la band perché, a suo dire, si stava dirigendo verso una musica troppo cupa.
(Robert Smith sull'uscita di Hartley dai Cure)

#### Faith
Tornati nuovamente un trio, nell'autunno del 1980 i Cure si ritrovano in studio per registrare il terzo album, Faith. Le session iniziarono il 27 settembre ancora ai Morgan Studios e gran parte del materiale del disco venne scritto durante quei giorni. In studio, Smith si occupò di suonare anche le tastiere e il pianoforte, oltre al secondo basso. Faith fu pubblicato il 17 aprile 1981 e raggiunse la posizione numero 14 nella Official Albums Chart, la classifica degli album del Regno Unito. Il risultato fu un lavoro dalle tonalità ancora più tristi e cupe rispetto a Seventeen Seconds, concentrato sull'analisi della fede (in inglese appunto 'faith') e del rapporto che la gente ha con quest'ultima:
(Robert Smith)
Tra i brani dell'album, il lento e angosciante incedere del primo, The Holy Hour, segna la cifra tematica e musicale del disco; Smith scrisse il testo una domenica sera, mentre assisteva ad una cerimonia nella chiesa di Crawley. Primary, ancora, venne dedicata alla memoria di Ian Curtis, leader dei Joy Division, con i quali i Cure avevano suonato come band di supporto, la cui morte per suicidio aveva segnato profondamente Smith. I brani All Cats Are Grey e The Drowning Man, vennero invece ispirati dalla trilogia Gormenghast scritta da Mervyn Peake.
(Robert Smith dopo l'uscita dell'album Faith)
Nell'edizione in audiocassetta, venne inserito l'inedito Carnage Visors, un lungo brano strumentale, che poi verrà pubblicato anche nelle successive ristampe in cd. Il brano venne composto, e interamente suonato in studio, da Robert Smith come colonna sonora per un cortometraggio di Ric Gallup, fratello di Simon. Il film, una pellicola d'animazione in stop-motion, fu quindi proiettato in apertura dei concerti del Picture Tour, in sostituzione della band di supporto, che Smith non volle avere. La copertina di Faith, una foto sfocata della chiesa di Bolton Priory immersa nella nebbia, venne creata da Porl Thompson, già chitarrista della primissima formazione dei Cure e destinato a rientrare nella band nel 1983.
Il 9 ottobre del 1981, i Cure pubblicano il singolo inedito Charlotte Sometimes, registrato presso i Playground Studios dal produttore Mike Hedgess. Il brano è ispirato all'omonimo romanzo scritto nel 1969 da Penelope Farmer, uno dei libri preferiti di Robert Smith. Nel racconto, il personaggio del titolo si ritrova trasportato indietro nel tempo di 40 anni, per poi ritrovarsi nel corpo di una sua coetanea del 1918.

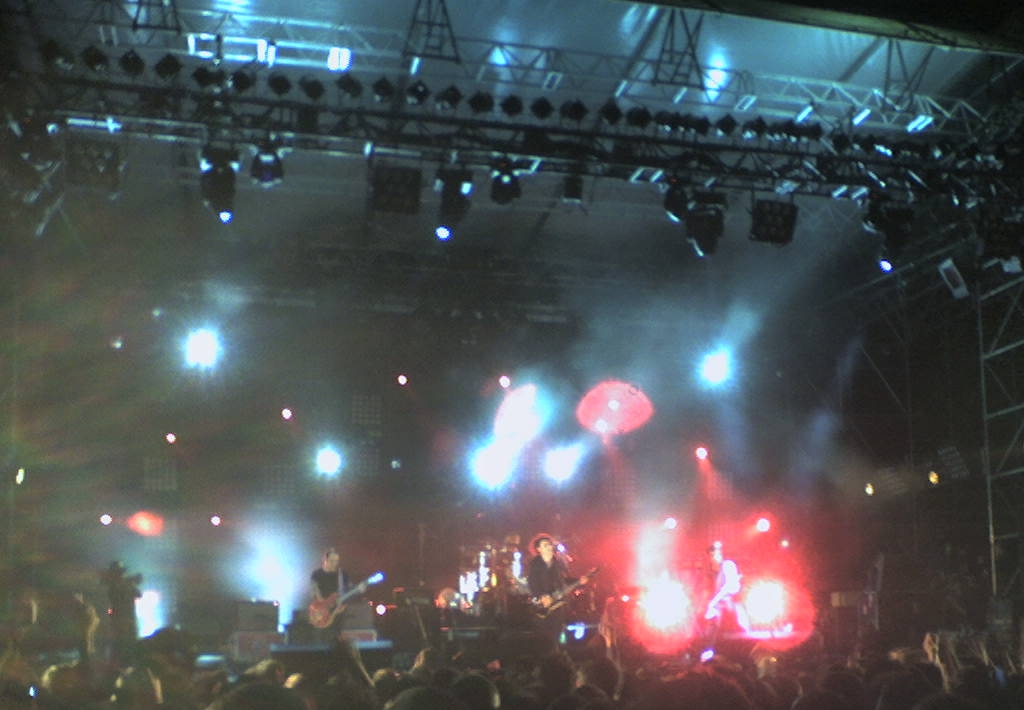
I Cure al festival La Route du Rock di Saint-Malo, nel 2005

Sempre nel 1981 fu pubblicato ...Happily Ever After, un doppio LP pensato esclusivamente per il mercato statunitense, che include nella loro interezza i due album Seventeen Seconds e Faith, fino ad allora inediti per il mercato americano.

#### Pornography
(Robert Smith)
L'anno successivo, nel 1982, i Cure tornarono nuovamente in studio per registrare il loro quarto album. L'intento iniziale di Smith era quello di tentare un tipo di produzione diversa, allontanandosi dai suoni del fedele Mike Hedges e affidandosi a Phil Thornalley, allora ancora alle prime armi come produttore. Smith, a quanto si dice, era rimasto impressionato dal suo lavoro come assistente tecnico su un album degli Psychedelic Furs l'anno precedente (Talk Talk Talk), in particolare dai suoni della batteria. Le session, che si tennero da gennaio ad aprile del 1982 presso il RAK Studio, a Londra, furono caotiche e si interrompevano spesso a causa dell'uso spropositato di alcol e droga.
Il quarto album dei Cure, Pornography, venne pubblicato il 4 maggio del 1982 e venne accolto con recensioni tiepide, persino indifferenti. Nonostante la scarsa attenzione della stampa musicale e le preoccupazioni, da parte dell'etichetta, per il suono non commerciale dell'album, divenne il primo album della band ad entrare nella top 10 del Regno Unito, classificandosi all'ottavo posto.
La Polydor Records inizialmente non era soddisfatta del titolo dell'album, che considerava potenzialmente offensivo. Come spiegò in seguito Smith, la scelta del titolo Pornography ebbe una genesi ben precisa:
(Robert Smith)
L'album rappresenta (con Seventeen Seconds e Faith) l'ultimo album di una ideale trilogia che consolidò la statura dei Cure come una delle band principali dell'allora emergente genere dark-goth. L'album, intriso di rabbia, disperazione e cupo pessimismo, è considerato da molti fan dei Cure il miglior album della band:
(Robert Smith su Pornography)
L'uscita di Pornography fu seguita dal tour Fourteen Explicit Moments, in cui la band adottò una nuova immagine, un look che li avrebbe distinti da quel momento in poi con capelli cotonati, trucco sugli occhi e rossetto sbavato sul volto. Simon Gallup divenne un componente di punta della band, particolarmente adorato dai fan. La cosa innescò un certo contrasto con Robert Smith, causa anche il livello di stress raggiunto durante il tour del 1982. La situazione poi degenerò il 27 maggio del 1982, a Strasburgo, quando, alla fine di un concerto alla "Hall Tivoli", Smith e Gallup si ritrovarono a litigare per un conto non pagato in un locale e, dopo un acceso scontro verbale, passarono alle mani.
(Simon Gallup)
Simon Gallup lasciò i Cure alla conclusione del tour e i due non si parlarono per i successivi diciotto mesi. Smith mise quindi i Cure in pausa e si unì ai Siouxsie and the Banshees come loro chitarrista nel novembre 1982. Successivamente divenne un membro a tempo pieno dei Banshees e registrò con loro gli album Nocturne e Hyæna. Negli anni a seguire, Smith stesso ammetterà che, in quel momento, i Cure si erano di fatto dissolti, soprattutto a causa del suo scarso interesse per «la sua stessa creatura».
(Robert Smith sull'esperienza nei Banshees)

### 1983-1986: la svolta pop

#### IJapanese Whispersper non sparire
Con l'abbandono di Gallup e l'impegno di Smith con Siouxsie and the Banshees, si diffusero voci secondo cui i Cure si fossero sciolti. Il produttore Chris Parry, preoccupato per quella che era la band di punta della sua etichetta, si convinse allora che la soluzione era reinventare lo stile musicale dei Cure, e riuscì a convincere Smith e Tolhurst dell'idea. 
(Chris Parry)
Il duo Smith-Tolhurst (che nel frattempo era passato dalla batteria alle tastiere) scrisse così il brano Let's Go to Bed, una divagazione synth pop, lontana dalle atmosfere dark dei precedenti lavori. Registrato assieme al turnista Steve Goulding alla batteria, il singolo fu pubblicato nel novembre del 1982 e divenne un piccolo successo nel Regno Unito, raggiungendo il numero 44 nella Official Singles Chart, ed entrando nella Top 20 in Australia e in Nuova Zelanda. Il brano fu seguito, nel 1983, da altri due singoli pop di successo: The Walk e The Lovecats.
(Robert Smith su The Lovecats.)

Anche questi due singoli segnarono una svolta commerciale, raggiungendo rispettivamente la posizione numero 12 e la numero 7 nella Official Singles Chart del Regno Unito. Sull'onda del buon riscontro di pubblico, venne programmata anche una serie di concerti, per tenere i quali si rese necessario il reclutamento di Andy Anderson, dei Brilliant, alla batteria, e di Phil Thornalley (il produttore che aveva lavorato con loro in Pornography), al basso. 

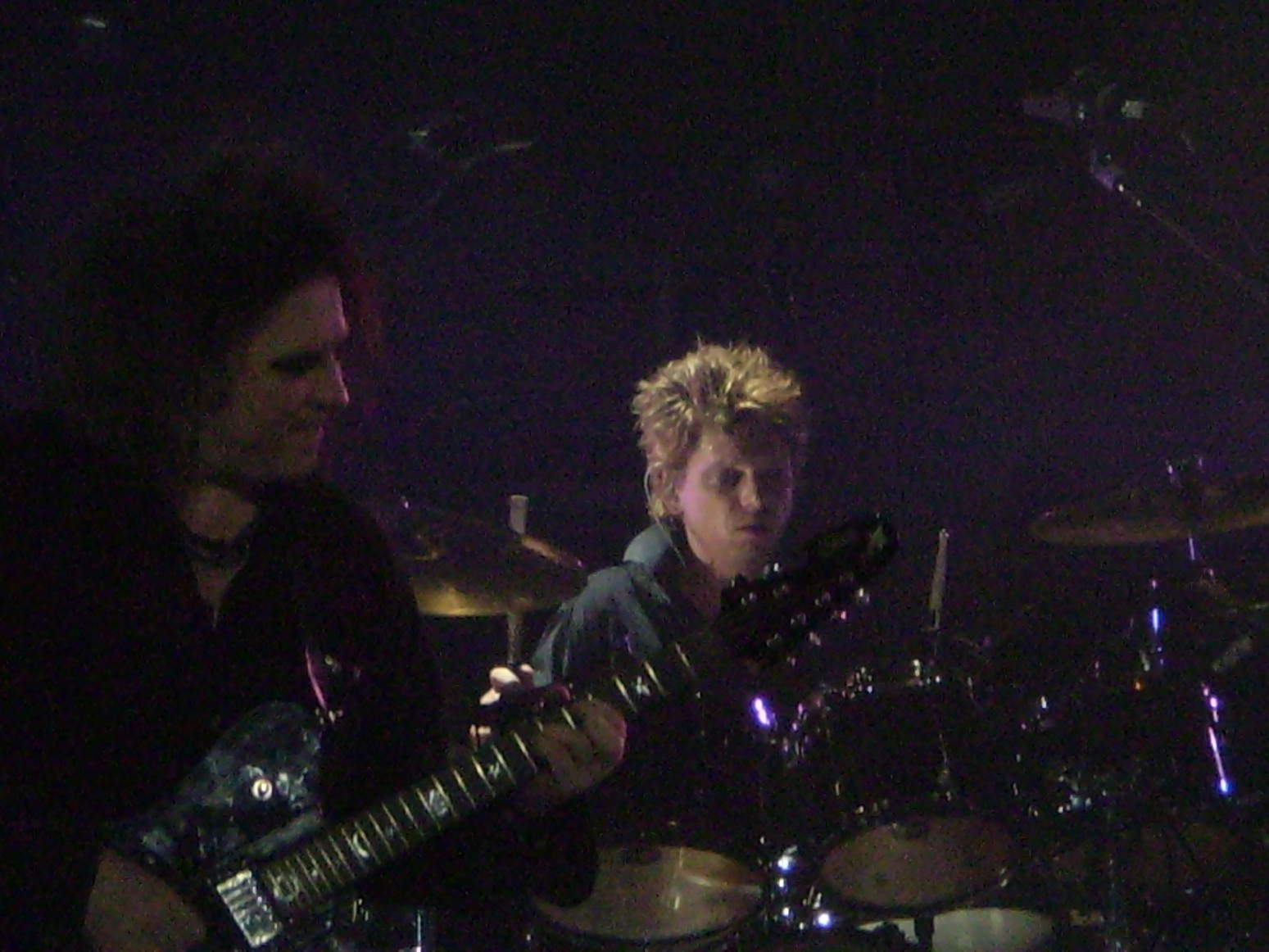
Robert Smith e Jason Cooper

Il videoclip di Let's Go to Bed segnò anche l'inizio della collaborazione con Tim Pope, regista che dirigerà poi la maggior parte dei successivi videoclip della band. Il video, grazie allo stile stravagante e disimpegnato di Pope, contribuì a dissipare l'idea che i Cure fossero tristi e privi di senso dell'umorismo.
In questa fase di stallo, tra marzo e maggio 1983, Robert Smith, insieme al bassista dei Banshees, Steven Severin, diede anche vita al progetto parallelo dei The Glove. I due pubblicarono due singoli (Like an Animal e Punish Me with Kisses) ed un unico album, Blue Sunshine, uscito il 23 agosto del 1983.
L'esperienza con i The Glove, venne in seguito descritta così dallo stesso Smith:
(Robert Smith sull'esperienza con The Glove)
Nel dicembre del 1983, quasi ad attestare la perdurante esistenza dei Cure, venne quindi pubblicato l'album Japanese Whispers, che raccoglieva i tre precedenti singoli, con i rispettivi lati B, pubblicati nell'ultimo anno di ridotta attività.

#### The Top
Il 30 aprile del 1984 i Cure pubblicarono un nuovo album di inediti in studio, The Top. Il disco fu il primo della band in cui i brani non vennero firmati da tutti i componenti, ma accreditati al solo Robert Smith o (in tre casi) in collaborazione con Lol Tolhurst. Smith, che allora era ancora il chitarrista stabile dei Banshees, si era ritrovato a dover lavorare contemporaneamente a due album: negli studi di Pete Townshend a Twickenham, per le registrazioni di Hyæna con i Banshees, e ai Genetic Studio di Reading per seguire in prima persona quelle di The Top. Alla fine, il 26 maggio 1984, un paio di settimane prima dell'uscita di Hyæna, Smith lasciò quindi i Banshees per tornare a concentrarsi a tempo pieno sui Cure.
(Robert Smith sulla sua uscita dai Banshees)
 L'album, che vide il ritorno in formazione di Porl Thompson, venne suonato quasi tutto da Smith, che si occupò di tutti gli strumenti, tranne la batteria (suonata da Andy Anderson) e il sassofono (suonato da Thompson). Il produttore e bassista Phil Thornalley non prese parte alla registrazione, essendo impegnato come tecnico del suono per l'album Seven and the Ragged Tiger, dei Duran Duran.
The Top rappresenta a tutti gli effetti il nuovo corso compositivo dei Cure: un tentativo di soddisfare sia il nuovo pubblico attratto con la recente svolta pop, sia la schiera di fan della prima ora, che «consideravano Pornography una sorta di vangelo dark». Il disco ebbe un discreto riscontro commerciale e si classificò al decimo posto nella Official Albums Chart nel Regno Unito, oltre che il loro primo album in studio ad entrare nella Billboard 200 negli Stati Uniti, raggiungendo la posizione numero 180.
I Cure intrapresero poi un tour mondiale con una lineup composta da Smith, Tolhurst, Thompson, Anderson e Thornalley. Durante una data in Giappone, però, il batterista Andy Anderson, gravemente dedito all'alcol, diede in escandescenze, aggredendo fisicamente gli altri membri della band in albergo, e fu quindi licenziato in tronco. Per proseguire la tourné, venne temporaneamente ingaggiato Vince Ely, batterista degli Psychedelic Furs, che, dopo una decina di date, lasciò il posto a Boris Williams dei Thompson Twins, su proposta di Thornalley.  Alla fine del tour anche Phil Thornalley, resosi conto che la vita da tour non faceva forse per lui, lasciò i Cure:
(Phil Thornalley sulla sua uscita dai Cure)
Per sostituirlo, grazie anche alla mediazione del roadie Gary Biddles, Smith decise di richiamare Simon Gallup (che nel frattempo suonava in un altro gruppo, i Fools Dance), il quale accettò la proposta, dimenticando definitivamente i dissapori di due anni prima. Smith fu felicissimo del suo ritorno e al Melody Maker dichiarò: "Siamo di nuovo un gruppo".

Il 26 ottobre venne pubblicato Concert: The Cure Live, il primo album dal vivo dei Cure, registrato durante il The Top tour, nelle due date all'Hammersmith Odeon di Londra e a Oxford.

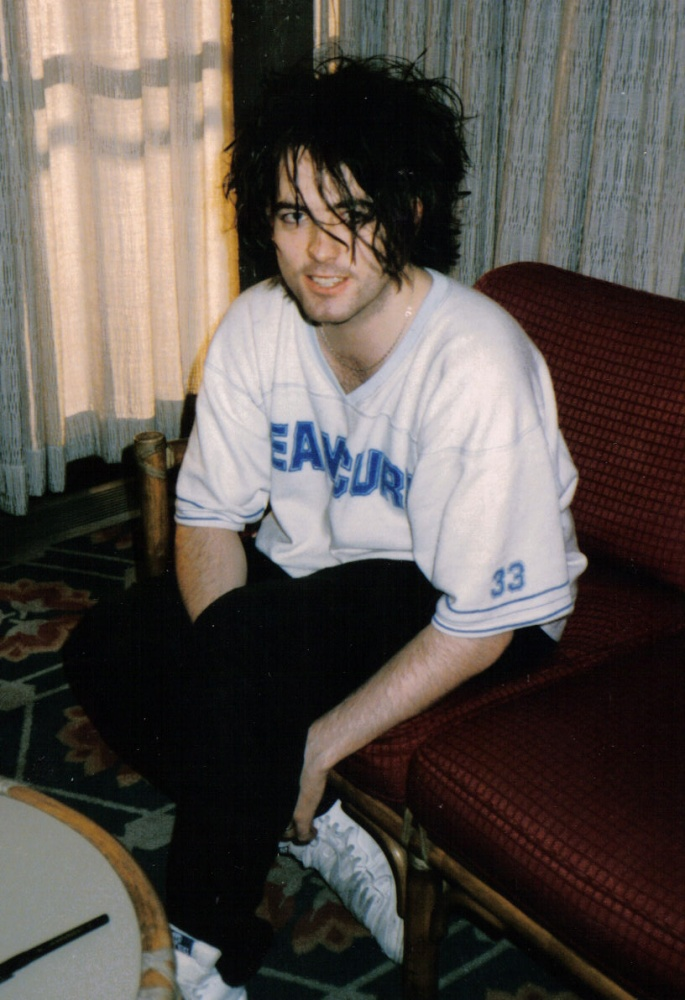
Robert Smith nel 1985

#### The Head on the Door
(Robert Smith)
Nel 1985, la band, aveva forse trovato una formazione finalmente stabile: Robert Smith, Lol Tolhurst, Simon Gallup, Porl Thompson e Boris Williams. Il 30 agosto del 1985, i Cure pubblicano un nuovo album di studio, The Head on the Door, che rappresenta il primo grande successo commerciale della band. Il disco raggiunse il decimo posto nella Official Albums Chart nel Regno Unito e il numero 75 nella Billboard 200 negli Stati Uniti. L'album fu certificato disco d'oro negli Stati Uniti, nel Regno Unito e in Francia.
Durante la promozione del disco, Smith disse che per la sua scrittura era stato ispirato da vari album che ascoltava all'epoca: Kaleidoscope dei Siouxsie and the Banshees, Dare degli Human League,  This Year's Model di Elvis Costello, Low di David Bowie, Rattus Norvegicus degli Stranglers, e Mirror Moves degli Psychedelic Furs. Smith voleva che il nuovo album fosse eclettico, con stili e stati d'animo diversi.
(Robert Smith su The Head on the Door)
Il successo di The Head on the Door fu dovuto, in parte, anche grazie all'impatto internazionale dei due singoli estratti dell'album: In Between Days, uscito il 19 luglio del 1985, che raggiunse il numero 15 nella classifica dei singoli del Regno Unito, e soprattutto Close to Me, pubblicato nel settembre dello stesso anno, che catapultarono i Cure sotto i riflettori di tutto il mondo.
Merito del successo dei singoli fu anche dei videoclip realizzati per promuoverli, diretti da Tim Pope. Il video di In Between Days mostra la band che suona in una sorta di visione caleidoscopica, con colori fluorescenti, riprese dinamiche, realizzate anche con una telecamera oscillante appesa a un cavo, e una serie di grotteschi calzini colorati aggiunti in animazione che danzano intorno al gruppo. Nel video di Close to Me, uno fra i più riusciti del regista, i Cure vennero invece ripresi rinchiusi in un armadio, mentre suonano il brano con oggetti e strumenti di fortuna (un pettine, una piccola tastiera portatile). L'armadio, inizialmente posto sul bordo di una scogliera a Beachy Head (nel Sussex), finisce infine per cadere in mare e riempirsi d'acqua.
(Robert Smith sul video di Close to Me)
Dopo l'album e il tour mondiale che ne seguì, nel 1986 la band pubblicò la raccolta di singoli Standing on a Beach - The Singles 1978-1985, che entrò nella top 50 degli Stati Uniti. Per l'occasione, venne effettuata una nuova registrazione di Boys Don't Cry, che uscì anche come maxi singolo insieme ad altri due brani, Do the Hansa e Pillbox Tales, risalenti al 1979 ma inediti fino ad allora. L'album venne pubblicato in tre formati (ognuno con una diversa tracklist e un titolo specifico): la versione su CD, intitolata Staring at the Sea, conteneva alcuni pezzi in più, mentre la versione su musicassetta conteneva anche tutte le B-side dei singoli pubblicati dalla band fino ad allora. L'operazione commerciale venne completata dalla pubblicazione di una VHS con tutti i video fino ad allora realizzati dal gruppo, intitolata Staring at the Sea - The Images.
Nel 1986, i Cure fecero un tour per promuovere la compilation (The Beach Party Tour) e pubblicarono poi un concerto dal vivo (in VHS e LaserDisc) dal titolo The Cure in Orange, che fu prima distribuito nei cinema, nel 1987. Filmato durante la data all'anfiteatro romano di Orange, in Provenza, il film segna l'esordio in un lungometraggio del regista Tim Pope. A causa del basso budget, le riprese vennero divise in due giorni: il 9 agosto 1986 furono realizzate le scene live, durante il concerto, mentre i primi piani furono girati il giorno successivo, durante una falsa performance della band.
(Il Melody Maker sulle riprese del concerto di "The Cure in Orange")

### 1987-1999: il successo internazionale

#### Kiss Me Kiss Me Kiss Me
(Robert Smith su Kiss Me Kiss Me Kiss Me)
Nel marzo e nell'aprile del 1987, i Cure si esibirono per la prima volta in Sud America, con due concerti in Argentina e otto in Brasile, in stadi gremiti, in cui il gruppo poté misurare la portata della loro popolarità in questi paesi. Il secondo concerto argentino, il 18 marzo 1987 a Buenos Aires venne però interrotto a causa di una serie di incidenti innescati da una parte del pubblico, che aveva acquistato biglietti contraffatti e a cui fu negato l'ingresso. I Cure non suonarono più in Argentina fino al 2013.
Il 26 maggio 1987, uscì il settimo lavoro in studio dei Cure. Un doppio album intitolato Kiss Me Kiss Me Kiss Me, che raggiunse il sesto posto nella Official Albums Chart nel Regno Unito, entrò nella top 10 in diversi paesi, diventando il primo album della band a raggiungere la top 40 (al numero 35) della classifica Billboard 200 negli Stati Uniti. La copertina dell'album ritrae un primo piano delle labbra di Smith, cariche di rossetto rosso acceso, su uno sfondo arancione:
(Robert Smith sulla copertina di Kiss Me Kiss Me Kiss Me)
Il disco venne registrato allo Studio Miraval di Correns, nel sud della Francia, lo stesso in cui i Pink Floyd registrarono The Wall. Proprio durante le session, durate dieci settimane, la band si rese conto di avere un tale numero di materiale da giustificare la pubblicazione di un doppio LP. In quelle settimane, i vari componenti dei Cure svilupparono un legame ancora più stretto fra di loro e tutti (tranne Tolhurst) parteciparono alla scrittura del disco. Ognuno portava delle idee, dei brani o dei testi che Smith ascoltava e valutava se inserire nel disco. L’album rappresenta al meglio tutte le varie anime della band: da quella più rock degli esordi, a quella dark della trilogia di inizio anni ottanta, fino a quella pop. L'attacco del disco, The Kiss, come anche brani quali If Only Tonight We Could Sleep uniscono rock ad atmosfere psichedeliche, al contrario di Snakepit, Torture o One More Time, decisamente più cupi e angosciosi, mentre pezzi come How Beautiful You Are, Catch o Just like Heaven rappresentano la quota pop del disco.

Dall'album furono estratti quattro singoli, che contribuirono a fare dell'album il miglior successo commerciale della band fino a quel momento: Why Can't I Be You?, Catch, Hot Hot Hot!!! e Just like Heaven. Quest'ultimo è stato il singolo di maggior successo della band fino ad oggi negli Stati Uniti, piazzandosi al numero 40 nella classifica Billboard Hot 100. Il relativo videoclip, diretto da Tim Pope, venne girato nei Pinewood Studios, nell'ottobre del 1987, utilizzando il vecchio girato (dell'acqua e delle scogliere di Beachy Head) utilizzato per il video di Close to Me.

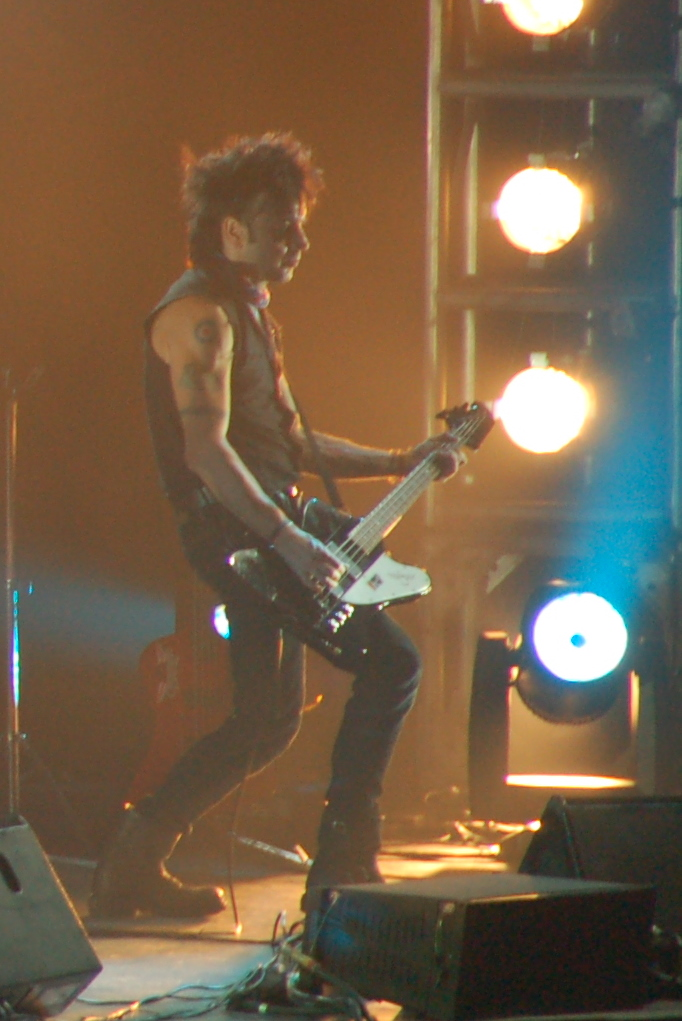
Il bassista Simon Gallup in un concerto del 2007

Dopo l'uscita dell'album, nel del mese di luglio del 1987, la band partì per un tour mondiale, che consentì ai Cure di consolidare definitivamente la loro popolarità internazionale, con livelli di isteria collettiva da parte dei fan che, durante le prime date in Sud America, raggiunsero momenti senza precedenti. In un articolo sulla rivista NME, Smith scrisse un diario di quei giorni ("Three imaginary weeks - What we did on our holidays, The Cure's South American Diary") e ricorda come, per colpa di una cattiva organizzazione, in alcuni concerti, vennero venduti più biglietti rispetto alla capienza delle location e il pubblico cominciò a comportarsi in maniera aggressiva, con momenti di tensione con la polizia.
All'inizio del tour la formazione dei Cure si allargata a sei elementi, con l'ingresso del tastierista Roger O'Donnell, reclutato per integrare il lavoro di Tolhurst, perseguitato dai problemi di alcolismo e consentendo a Thompson di concentrarsi sulla chitarra.

#### Disintegration
(Robert Smith sul tema dell'album Disintegration)

Forte del successo ottenuto, Smith iniziò la scrittura di nuovi brani, senza il resto della band. Il materiale assunse immediatamente una forma triste e deprimente, che lui attribuì al fatto che stesse per compiere trent'anni. Quando i Cure iniziarono le registrazioni, agli Hook End Manor Studios, con il produttore David M. Allen, si acuirono i problemi riguardo al crescente abuso di alcol di Tolhurst. Vani erano stati i tentativi di Porl Thompson di convincere Tolhurst a ricoverarsi in una clinica di disintossicazione o rivolgersi a uno specialista. 

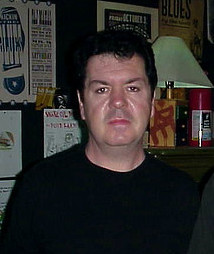
Laurence "Lol" Tolhurst

Gli altri componenti della band assunsero un atteggiamento duro nei suoi confronti e fecero capire a Smith che era ormai arrivato il momento di confrontarsi con lui. A dicembre, Smith scrisse quindi una lettera a Tolhurst comunicandogli che non avrebbe fatto più parte dei Cure.
(Robert Smith sull'uscita dal gruppo di Tolhurst)
La questione si prolungò per buona parte degli anni Novanta. Nel 1991 Tolhurst intentò un'azione legale contro Smith e la Fiction Records legata all'utilizzo del nome della band. La causa si concluse definitivamente nel 1994 a favore di Smith, ma i due in seguito si riavvicinarono e, nel 2011, Tolhurst tornò a suonare con la band in occasione del trentennale dell’album Faith.
Disintegration, ottavo album in studio dei Cure, venne pubblicato il 2 maggio del 1989. Il disco debuttò al terzo posto nella classifica degli album nel Regno Unito e al numero 12 in quella degli Stati Uniti, e piazzò tre singoli nella Top 30 inglese: Lullaby, Lovesong e Pictures of You. L'album, il più grande successo commerciale dei Cure, ricevette anche una buona accoglienza dalla critica ed è stato inserito alla posizione numero 116 nella lista dei 500 migliori album di tutti i tempi stilata dalla rivista Rolling Stone.
Sebbene Disintegration si caratterizzi per la presenza di brani cupi e introspettivi, che nei testi indugiano sullo scorrere del tempo, sulla morte e sulle occasioni perdute, esso presenta anche canzoni più pop, come i tre singoli Lullaby, Lovesong e Pictures of You. Lovesong, terzo singolo estratto dall'album, venne scritta da Smith come regalo d'anniversario alla moglie Mary Poole, sposata l'anno prima:
(Robert Smith su Lovesong)
Il 5 gennaio 1989, i Cure intrapresero un nuovo tour mondiale, che vide la band esibirsi in vari stadi e che raggiunse l'apice, a fine luglio, con tre date consecutive "tutto esaurito" alla Wembley Arena. Il 6 settembre del 1989, i Cure eseguirono dal vivo il brano Just like Heaven agli MTV Video Music Awards di Los Angeles. Nel mese di maggio del 1990, il tastierista Roger O'Donnell, lasciò il gruppo per proseguire con la propria carriera solista e fu sostituito da Perry Bamonte, che suonava sia le tastiere che la chitarra ed era stato roadie della band in alcuni tour, fin dal 1984.
Nel novembre del 1990, i Cure pubblicarono una raccolta di remix di alcuni singoli, intitolata Mixed Up. L'unica nuova canzone dell'album, Never Enough, fu poi pubblicata come singolo, quello stesso anno. L'anno seguente, a febbraio, la band 
Il 24 gennaio 1991 i Cure si esibirono nel programma MTV Unplugged, eseguendo, sempre in versione acustica, anche una nuova canzone, intitolata A Letter to Elise, e il 10 febbraio vinsero il "Brit Award" come miglior gruppo britannico dell'anno. Il 25 marzo uscì quindi Entreat, registrato durante i tre concerti tenutisi alla Wembley Arena di Londra, nel luglio del 1989, e composto interamente da canzoni tratte da Disintegration, ma i risultati commerciali di questo live furono pessimi.

#### Wish
(Robert Smith riguardo al suono di Wish)
Nella parte finale del 1991, i Cure, si ritrovarono per la registrazione del nuovo album, il nono in studio. Dopo due sessioni di lavoro presso gli studi Live House e Farmyard che produssero una quarantina di brani, il gruppo, con il produttore Dave Allen, si trasferì ai Manor Studio, nell’Oxfordshire, di proprietà di Richard Branson, boss della Virgin. In quelle session vennero terminati 25 brani, tra cui diversi strumentali, con l'intenzione di produrre due album. Il primo, il cui titolo provvisorio era Higher, aveva un suono dominato dalle chitarre, il secondo, Music for Dreams, sarebbe stato invece interamente strumentale. Alla fine il progetto venne abbandonato e furono selezionate solo dodici canzoni per apparire nel nuovo album.
Il 21 aprile 1992 venne pubblicato Wish, che debuttò al primo posto delle classifiche nel Regno Unito e al secondo negli Stati Uniti, divenendo il secondo album di inediti più venduto dei Cure. Pur mantenendo il caratteristico sound gothic rock, in alcuni brani il disco mette in luce alcune influenze alternative-rock e una maggiore centralità delle chitarre, come già nei tre dischi precedenti. Smith rivelò poi che, in fase di scrittura, l'ascolto di alcune particolari canzoni ebbe un'influenza sull'album:
(Robert Smith)
Dall'album vennero estratti tre singoli. High, pubblicato il 16 marzo 1992, raggiunse il primo posto negli Stati Uniti, nella classifica Billboard Modern Rock Tracks, e l'ottavo posto in quella dei singoli del Regno Unito. Il secondo singolo estratto, Friday I'm in Love, uscito il 15 maggio del 1992, divenne uno dei brani di maggior successo dei Cure, raggiungendo il sesto posto nel Regno Unito, la posizione numero 18 negli Stati Uniti ed arrivando al numero uno della classifica Modern Rock Tracks. Il videoclip del brano, diretto da Tim Pope, è un omaggio al regista francese del cinema muto Georges Méliès e mostra la band su un palcoscenico, che suona e contemporaneamente gioca con vari oggetti di scena e costumi, mentre vari fondali si susseguono. A Letter to Elise, terzo ed ultimo singolo estratto dall'album, venne pubblicato il 5 ottobre 1992.
Il successivo tour di promozione dell'album, partito ad aprile del 1992, vide i Cure esibirsi in Europa, America e Australia. Il tour fu segnato dall'assenza di Simon Gallup, che da novembre dovette rinunciare a proseguire a causa di una pleurite. Il suo posto fu preso da Roberto Soave, bassista degli Shelleyan Orphan. Dal tour saranno poi tratti due album live, entrambi pubblicati nel 1993: Show, registrato nelle date del 18 e 19 luglio ad Auburn Hills, negli Stati Uniti, e Paris, registrato allo Zenith di Parigi il 19, 20 e 21 ottobre del 1992.

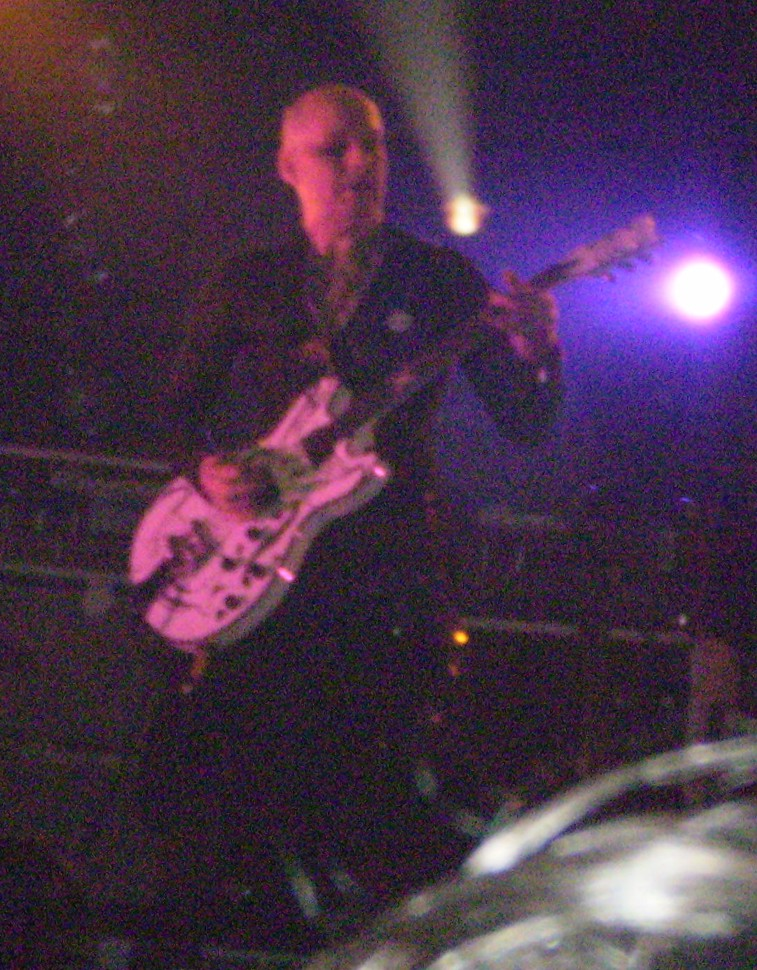
Porl Thompson

Al termine del Wish Tour, Porl Thompson si congedò dal gruppo per collaborare con Jimmy Page e Robert Plant, mentre Boris Williams abbandonò per entrare nei Piggle, la band della sua ragazza.
(Robert Smith)
Al posto di Thompson venne richiamato, Roger O'Donnell, con lo spostamento di Bamonte alla chitarra. Per sostituire Boris Williams, invece, nel 1994 i Cure decisero di pubblicare un annuncio sulla rivista Melody Maker: "Very famous band needs drummer. No metalheads" ('gruppo molto famoso cerca batterista. Astenersi metallari'). Alla fine, tra i vari candidati, fu scelto Jason Cooper, già nei My Life Story, non tanto per la sua abilità tecnica, quanto per il fatto di essere un vero e proprio fan dei Cure (“I miei ricordi più belli risalgono ai momenti in cui sentivo Faith e bevevo sidro”).
Dal 1992 fino a quasi tutto il 1994 i Cure, per la prima volta in più di vent’anni, affrontarono un periodo di quasi completa inattività. Un momento di stallo in cui, ancora una volta, in Robert Smith affiorarono dubbi riguardo al destino della band:
(Robert Smith)
Nel frattempo il gruppo partecipa, con una cover di Purple Haze, all'album Stone Free: A Tribute to Jimi Hendrix, uscito il 9 novembre 1993, e registra il brano Burn, per la colonna sonora del film Il corvo - The Crow. Sempre nel 1994, esce l'EP Lost Wishes, acquistabile soltanto per posta e contenente quattro inediti strumentali, tratti dalle session di Wish.
Nel 1995, i Cure realizzarono la cover di Young Americans, di David Bowie, inclusa nella compilation intitolata 104.9 XFM.Purple Haze, Burn e Young Americans verranno successivamente inserite nella raccolta intitolata Join the Dots del 2004.

#### Wild Mood Swings
(Robert Smith)
Quando Gallup si rimise in sesto, verso la fine del 1994, la band decise di tornare in studio con un produttore diverso da Dave Allen, che aveva lavorato a tutti gli album della band, da The Top in poi. Smith decise di chiamare Steve Lyon, noto soprattutto per essere il produttore e collaboratore dei Depeche Mode.
Il 6 maggio del 1996, dopo quattro anni di attesa, uscì finalmente il decimo album di inediti in studio dei Cure, Wild Mood Swings, che vide la band esplorare varie sonorità, dal jangle pop, al jazz, fino al mariachi, e stati d'animo diversi, con canzoni che spaziano dal pop più leggero a toni più introspettivi e oscuri, per un risultato sul quale Smith ebbe a dire:
(Robert Smith sulla gestazione di Wild Mood Swings)
Dall'album vennero estratti quattro singoli: The 13th, pubblicato il 22 aprile 1996, seguito da Mint Car uscito il 17 giugno, Strange Attraction pubblicato solo negli Stati Uniti e in Australia l'8 ottobre e infine Gone! pubblicato il 2 dicembre 1996.
Con il procedere non proprio trionfale del tour promozionale e un risultato commerciale dell'album che, seppure molto buono, fu inferiore rispetto al passato recente, l'idea di una possibile fine della band tornò a prendere corpo nei pensieri di Robert Smith. Il 16 dicembre 1996, a Birmingham, introducendo l'ultimo brano del concerto finale dello Swing Tour, Killing an Arab, primo singolo in assoluto della band, Smith infatti così si espresse:
(Robert Smith introduce l'esecuzione dal vivo di Killing an Arab)
Il 9 gennaio 1997, Robert Smith partecipò al concerto celebrativo per il cinquantesimo compleanno di David Bowie al Madison Square Garden di New York, dove si esibì in duetto con Bowie nei brani The Last Thing You Should Do e Quicksand.
(David Bowie introduce Smith sul palco
)
La presentazione dell'evento venne trasmessa in uno speciale dell'8 gennaio su BBC Radio 1, e vide la partecipazione di Smith, Bowie ed altri musicisti. In quell'occasione, Smith conobbe Reeves Gabrels, chitarrista e collaboratore di Bowie, che, nei mesi successivi, venne chiamato a collaborare ad un brano dal titolo Wrong Number. La canzone fu poi l'unico inedito contenuto in Galore - The Singles 1987-1997, la seconda raccolta di singoli dei Cure, pubblicata il 28 ottobre 1997.
Nel 1998 i Cure parteciparono, con una cover di World in My Eyes, all'album tributo ai Depeche Mode, intitolato For the Masses. Sempre nello stesso anno esce More Than This, brano dei Cure scritto per The X-Files: The Album, colonna sonora del film X-Files.

### 2000-2009: la trilogia "ideale" e gli album non Fiction

#### Bloodflowers
(Robert Smith)
Con un solo album di inediti rimasto nel loro contratto discografico con la Fiction e dopo un risultato commerciale inferiore alle attese di Wild Mood Swings e Galore, Smith pensò che la fine della band fosse ormai prossima. Il leader dei Cure decise quindi di realizzare un ultimo album che riflettesse il lato più serio della band, senza hit commerciali e con un sound che legasse la melodia al loro aspetto più malinconico, in una ideale continuità, almeno sul piano dell'intensità emotiva, con due dei loro migliori lavori: Pornography e Disintegration.
Bloodflowers fu pubblicato il 14 febbraio del 2000, quattro anni dopo l'ultimo album in studio della band. Il disco, per Smith, avrebbe dovuto segnare anche la fine dei Cure:
(Robert Smith su Bloodflowers)
Smith, contro la volontà della casa discografica, scelse di non pubblicare alcun singolo tratto dall'album e così i brani Maybe Someday e Out of This World, scelti per la promozione, uscirono in anticipo solo per le radio. Bloodflowers ebbe un risultato commerciale molto deludente, non andando oltre il numero 14 nella classifica degli album nel Regno Unito e il numero 16 nella classifica Billboard 200 degli Stati Uniti. Ciò nonostante, fu nominato per un Grammy Award come miglior album di musica alternativa, nel 2001. Durante il tour promozionale che seguì la pubblicazione dell'album (Dream Tour) e che vide i Cure in giro per il mondo per tutto il 2000, Smith tornò tuttavia, ancora una volta, sui suoi passi e dichiarò che non aveva più nessuna intenzione di sciogliere la band:
(Robert Smith)
Nel 2001, lo storico rapporto della band con la Fiction Records si interruppe, ma, per obbligo contrattuale, i Cure dovettero pubblicare per la stessa etichetta una raccolta di successi. Il 13 novembre 2001 uscì così la compilation di singoli Greatest Hits, contenente anche gli inediti Cut Here e Just Say Yes. La raccolta, alla quale venne allegato, in edizione limitata, anche l'album Acoustic Hits, con le versioni acustiche dei brani selezionati registrate per l'occasione, ebbe un grande successo commerciale, divenendo il terzo disco dei Cure più venduto nel mondo.
Sull'onda del successo commerciale di Greatest Hits, nel 2002 i Cure tennero una serie di concerti in giro per l'Europa. Nelle due date alla Tempodrom Arena di Berlino, l'11 e il 12 novembre, la band ripropose per intero i tre album della seconda trilogia "ideale", formata da Pornography, Disintegration e Bloodflowers, con le canzoni suonate nell'ordine in cui apparivano negli album. La registrazione dei concerti fu poi pubblicata, nel 2003, in DVD e Blu-ray, con il titolo appunto di Trilogy.

#### The Cure
(Robert Smith sul suono dell'album The Cure)
All'inizio del 2004 fu pubblicato, ancora con la Fiction Records, Join the Dots: B-sides and Rarities, 1978-2001 (The Fiction Years), una corposa raccolta di quattro cd con b-sides e rarità, appartenenti al periodo compreso tra il 1978 e il 2001.
Il 25 giugno 2004 venne quindi pubblicato il primo e unico disco del gruppo con l'etichetta Geffen Records, dal titolo The Cure. L'album fu prodotto da Smith con Ross Robinson, noto soprattutto per aver lavorato con band nu metal come Korn e Slipknot. Nonostante la scelta di un produttore legato a generi musicali diversi, l'album contiene brani incentrati sempre sulla chitarra di Smith, e anche nei testi resta legato a tematiche care al leader della band: amori perduti, crisi di identità e incomunicabilità nelle relazioni. Parlando del processo di scrittura del disco, il produttore Robinson in seguito ha rivelato di aver incoraggiato Smith a scrivere prima i testi della musica (contrariamente a quanto fatto in passato), per far in modo che il resto della band potesse esprimersi al meglio e con più passione durante le session.
The Cure ebbe una buona accoglienza dalla critica, ma, nonostante l'esordio al numero 7 negli Stati Uniti, al numero 8 nella classifica del Regno Unito e addirittura al secondo posto in Italia, non ottenne un grande risultato commerciale, sebbene migliore di Bloodflowers. The End of the World, pubblicato il 19 luglio 2004, fu il primo singolo estratto dall'album, seguito da Taking Off, uscito il 18 ottobre successivo. L'ultimo estratto dal disco, alt.end, venne pubblicato solo negli Stati Uniti invece di Taking Off.

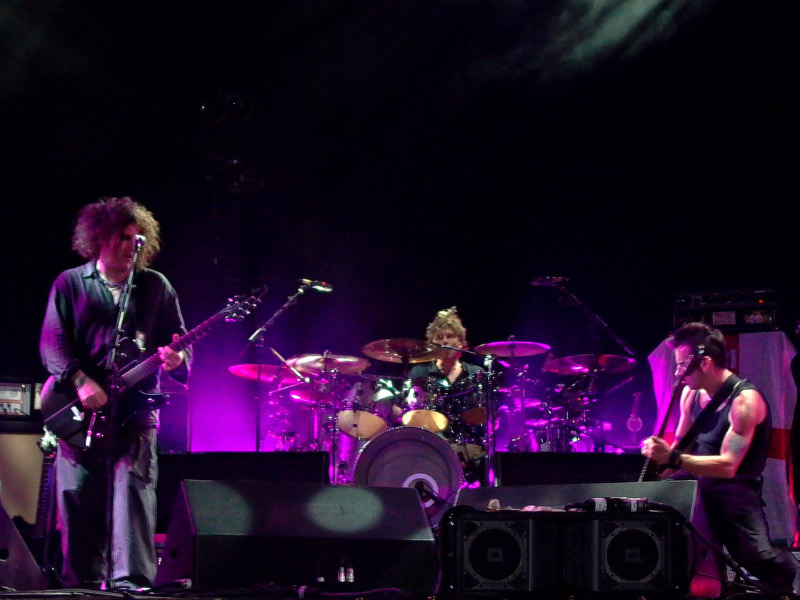
I Cure in un concerto del 2004

Per promuovere l'album, oltre al tour, la band organizzò anche un festival itinerante, chiamato Curiosa Festival, che vide esibirsi i Cure, dal 24 luglio al 29 agosto 2004, negli Stati Uniti, assieme ad alcuni gruppi personalmente scelti da Robert Smith, come Melissa Auf der Maur, Hot Hot Heat, Muse, The Cooper Temple Clause, Interpol, The Rapture e Mogwai.
Dopo l'uscita di The Cure, MTV celebrò il gruppo con uno speciale della serie MTV Icon, andato in onda il 31 ottobre del 2004 e registrato all'Old Billingsgate Market di Londra. Durante la trasmissione, presentata da Marilyn Manson, oltre a ripercorrere la carriera della band, vari artisti si alternarono nell'omaggiare Smith e compagni: i Blink 182 con una cover di A Letter To Elise, i Deftones con If Only Tonight We Could Sleep, gli AFI con Just like Heaven.
A partire dal novembre del 2004 la Fiction, detentrice dei diritti quasi dell'intera discografia del gruppo, iniziò a pubblicare le versioni rimasterizzate dei primi album della band: Three Imaginary Boys, Seventeen Seconds, Faith e Pornography. In quest'opera di rimasterizzazione, realizzata per la Fiction da Chris Blair presso gli Abbey Road Studios, sotto la supervisione dello stesso Robert Smith, manca il primo singolo della band, Killing an Arab, probabilmente per evitare ogni possibile polemica legata alla lotta al terrorismo fondamentalista islamico, all'epoca in atto dal 2001. Come già anticipato sopra, i Cure più volte hanno evidenziato l'infondatezza di questa ipotesi: la compilation Standing on a Beach, di cui la canzone in questione costituisce la traccia di apertura, è stata venduta con un'etichetta adesiva che denuncia usi razzisti della canzone. Il singolo verrà poi nuovamente inserito nell'album in occasione del 45º anniversario della sua uscita, nel 2024.
(Robert Smith sulle polemiche legate al titolo del brano Killing an Arab)
A maggio del 2005, Smith mise in atto un ennesimo cambio di line-up e il chitarrista Perry Bamonte e il tastierista Roger O'Donnell lasciarono la band. O'Donnell affermò che Smith voleva ridurre la band di nuovo a un trio, cosa che poi avvenne per un brevissimo periodo di tempo, durante il quale i Cure registrarono una cover del brano Love di John Lennon, per l'EP Make Some Noise, un'iniziativa di Amnesty International, associazione che la band da anni sostiene attivamente. Subito dopo, prima di iniziare il tour estivo del 2005, Porl Thompson venne richiamato in formazione.
Il 2 luglio 2005, i Cure, con la nuova formazione, esordirono al prestigioso Live 8, il festival benefico organizzato da Bob Geldof, sul palco di Parigi. I concerti di quell'estate sono stati immortalati nel DVD intitolato Festival 2005, uscito poi nel 2006. Le riprese vennero effettuate durante gli spettacoli della band in nove festival europei, tra cui un'esibizione al Teatro antico di Taormina, in occasione della rassegna Taormina Arte.
All'inizio di agosto del 2006, uscirono le versioni rimasterizzate anche degli album The Top, The Head on the Door e Kiss Me Kiss Me Kiss Me, oltre che di Blue Sunshine, l'album del citato progetto parallelo The Glove.

#### 4:13 Dream
(Robert Smith sul nuovo album 4:13 Dream)
Nel 2006, i Cure iniziarono a scrivere e registrare materiale per il loro tredicesimo album in studio. Il disco doveva originariamente essere un doppio album; tuttavia, Smith, in alcune interviste, rivelò che questa idea era stata poi scartata, nonostante fossero state registrate 33 canzoni.
(Robert Smith)

Smith si occupò della produzione dell'album con l'assistenza di Keith Uddin. A parte i quattro membri della band (e Uddin), nessuno era autorizzato a partecipare alle sessioni di registrazione, per limitare le distrazioni. Dopo le registrazioni la band intraprese un lunghissimo tour mondiale (4Tour), conclusosi il 21 giugno 2008 al Radio City Music Hall di New York.

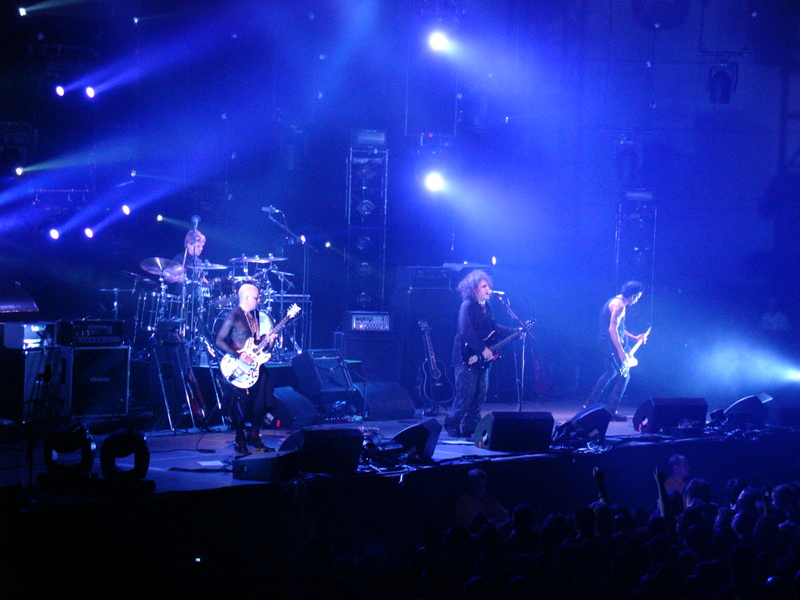
I Cure in concerto a Lisbona

Prima dell'uscita dell'album, a partire da maggio del 2008, vennero pubblicati quattro singoli, usciti il giorno 13 di ogni mese: The Only One il 13 maggio, Freakshow il 13 giugno, Sleep When I'm Dead il 13 luglio, e The Perfect Boy il 13 agosto. Questi brani, che ebbero un grande successo specialmente in Spagna (dove sono entrati tutti e quattro nella "Top 5", i primi due direttamente al numero 1) e Stati Uniti d'America, erano già stati inseriti, con altri inediti tratti dall'album in preparazione, nella scaletta dei concerti dei Cure nel 2007.
Il 13 settembre 2008 fu poi pubblicato Hypnagogic States, un EP che raccoglieva i remix dei quattro singoli usciti in precedenza, realizzati da giovani band particolarmente apprezzate da Smith: My Chemical Romance, Fall Out Boy, AFI, Thirty Seconds to Mars e 65daysofstatic.
Dopo essere stato presentato in anteprima a Roma, l’11 ottobre, in un evento organizzato da MTV a piazza San Giovanni in Laterano, il 28 ottobre 2008 uscì quindi finalmente l'album 4:13 Dream, per l'etichetta Suretone Records, sussidiaria della Geffen. Il disco fu un completo fallimento commerciale, divenendo l'album di inediti meno venduto nella storia della band, e nel Regno Unito rimase in classifica solo per due settimane, non superando il numero 33.
Nel febbraio 2009 i Cure furono premiati con il "Godlike Geniuses" dalla rivista britannica NME, in precedenza ricevuto da New Order e The Clash.

### 2010-presente: gli anni recenti

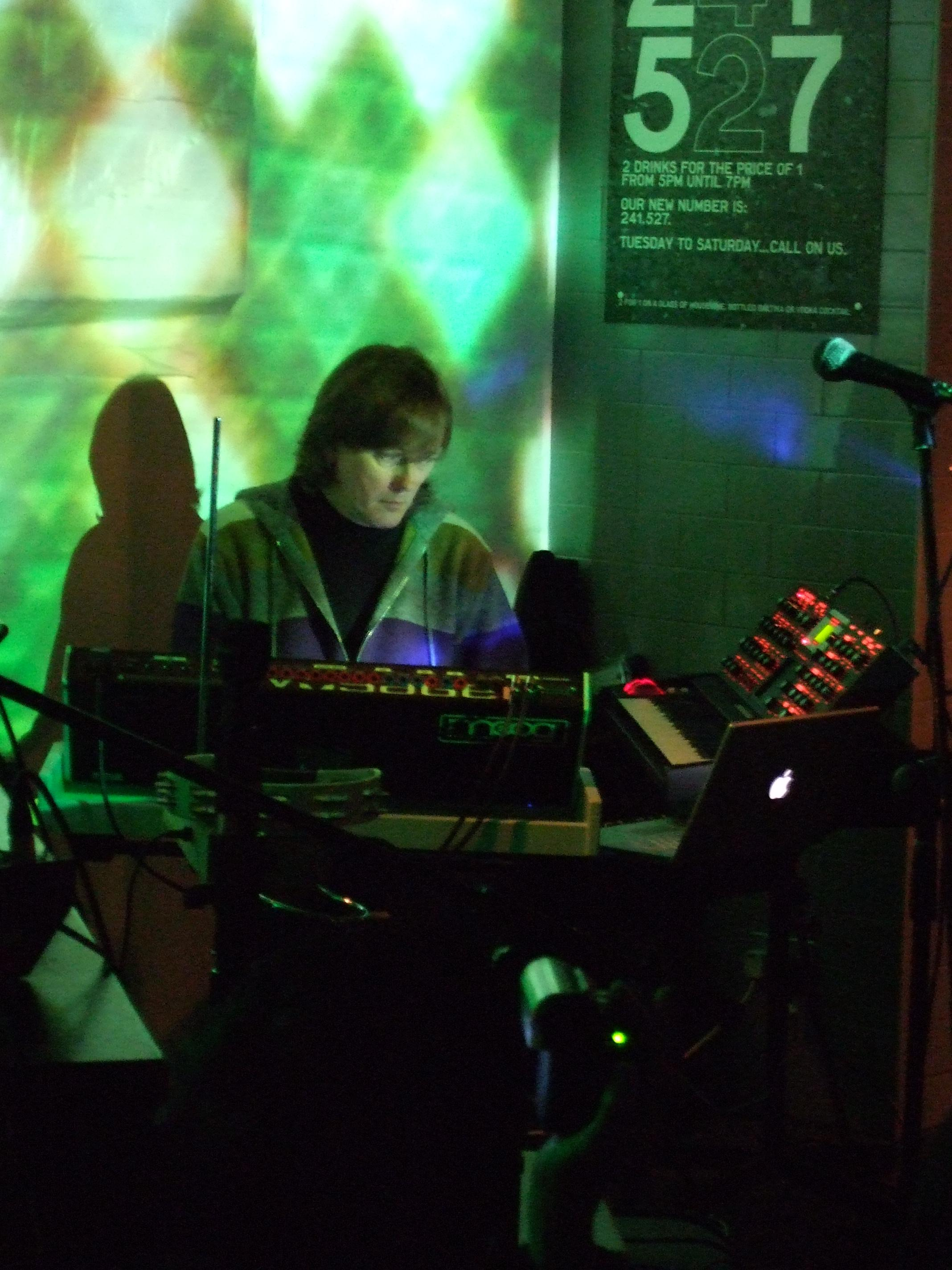
Roger O'Donnell nel 2011 si è unito al complesso per la terza volta

Tra la fine del 2009 e per tutto il 2010 i Cure si prendono una lunga pausa.
Nel frattempo, il 24 maggio 2010, viene pubblicata la versione rimasterizzata dell'album Disintegration, che comprende, oltre ad un cd con rarità, anche un terzo disco con una versione rimasterizzata ed espansa dello sfortunato live Entreat.
Nel 2011 i Cure sono impegnati nel breve tour Reflection, in cui ripropongono, in alcune città (Sydney, Londra, Los Angeles e New York), i primi tre album suonati in successione. La band è affiancata dai vecchi componenti: O'Donnell (per Seventeen Seconds e Faith) e Tolhurst (per Faith), richiamati per l'occasione, a dimostrazione che i rapporti con i due erano definitivamente recuperati. Mentre per Tolhurst l'evento rappresenta solo una parentesi, O'Donnell rientra definitivamente nel gruppo al posto di Porl Thompson, come testimoniato dalla formazione per il concerto tenuto al Bestival nel settembre 2011. La registrazione del concerto è stata poi pubblicata pochi mesi dopo come disco dal vivo col titolo Bestival Live 2011.
Il 27 settembre del 2011 la band entra in lizza per l'ingresso nella Rock and Roll Hall of Fame.
Il 26 maggio del 2012, i Cure intraprendono un tour estivo di 19 date nei maggiori festival d'Europa, con il chitarrista Reeves Gabrels al posto di Porl Thompson. Il tour ha toccato anche l'Italia: il 7 luglio a Milano, per l'Heineken Jammin' Festival, e il 9 luglio a Roma, per il festival Rock in Roma. In entrambi i casi, hanno suonato oltre 30 canzoni, per circa tre ore di concerto.
Nel mese di febbraio del 2014, oltre all'annuncio di due concerti in favore della raccolta fondi per la ricerca contro il cancro, poi tenutisi il 28 e il 29 marzo alla Royal Albert Hall di Londra, viene annunciata, per la seconda parte dell'anno, anche la pubblicazione di un nuovo album, intitolato 4:14 Scream, che avrebbe dovuto rappresentare la seconda parte del precedente 4:13 Dream, dal quale era stato escluso infatti molto materiale finito. In seguito, il progetto è stato però abbandonato.
Nel 2016 il gruppo completa un altro tour che tocca Europa, Nord America e Oceania.
Il 7 luglio 2018, i Cure celebrano i 40 anni di attività con un concerto ad Hyde Park, a Londra, all'interno del BST e davanti a 65 mila persone. L'anno successivo, il film del concerto viene proiettato nei cinema e poi pubblicato in DVD col titolo Anniversary 1978-2018 Live In Hyde Park, registrato in Dolby 5.1 e diretto da Tim Pope.
In occasione del Record Store Day del 2018, viene pubblicata un'edizione rimasterizzata anche di Mixed Up e della sua versione extra, Torn Down: Mixed Up Extras 2018, con sedici remix inediti curati dallo stesso Smith. Il 13 dicembre il gruppo è stato quindi inserito nella prestigiosa Rock and Roll Hall of Fame.
Sempre nel 2018, Robert Smith viene scelto per curare la direzione artistica del Meltdown Festival, che si tiene ogni anno alla Royal Festival Hall di Londra. Tra le band invitate a suonare ci sono Nine Inch Nails, My Bloody Valentine, Mogwai, The Libertines, Deftones, Placebo, Manic Street Preachers e The Notwist. I Cure chiudono il festival con un’esibizione intitolata Cureation.
A maggio del 2019, la band si esibisce per cinque serate all'Opera House di Sydney, per celebrare il trentennale della pubblicazione di Disintegration, suonando per intero tutto l’album, comprese Homesick e Untitled, che mancavano dalle setlist del gruppo da 17 anni, più un bis di otto brani, scelti tra le B-Side dell'epoca.
A febbraio 2020 la band viene premiata agli NME Awards, come "Best Festival Headliner", e nell'occasione Robert Smith dichiara che i lavori per un nuovo album in studio sono a buon punto. La pubblicazione dell'album, dal titolo provvisorio Live from the Moon, viene però rimandata a causa della pandemia Covid, anche se Smith dichiara in un'intervista che, durante il lockdown, ha avuto la possibilità di concentrarsi maggiormente sulla lavorazione, senza ulteriori distrazioni.

#### Songs of a Lost World
(Robert Smith)
Tra il 2022 e il 2023, i Cure girano il pianeta nel lunghissimo Shows of a Lost World Tour, nel corso del quale eseguono spesso diversi brani ancora inediti, destinati a far parte del nuovo album in lavorazione. Il 1º ottobre 2024 i Cure pubblicano quindi un singolo (12") contenente proprio le registrazioni dal vivo di due di queste nuove canzoni, And Nothing Is Forever e I Can Never Say Goodbye, registrate durante un concerto del tour, in Francia nel 2022.
Esattamente un mese dopo, il 1º novembre, esce finalmente Songs of a Lost World, quattordicesimo album in studio dei Cure a sedici anni dall'ultimo, pubblicato nuovamente con la storica etichetta della band, la Fiction Records. Il disco ha debuttato al primo posto nella classifica degli album del Regno Unito ed è stato il primo album dei Cure a raggiungere la vetta delle classifiche dopo Wish, del 1992, piazzandosi al primo posto anche in Austria, Belgio, Francia, Germania, Paesi Bassi, Danimarca, Svezia, Portogallo e Svizzera, e al secondo posto in Spagna e Italia.
Registrato ai Rockfield Studios di Monmouth, in Galles, e co-prodotto da Robert Smith e Paul Corkett, il disco è composto da otto brani inediti, di cui cinque suonati, come detto, nel corso del citato tour mondiale, e successivamente rielaborati in sala di registrazione nella loro versione definitiva.
L'album è stato preceduto dal lancio di due singoli: Alone, uscito il 26 settembre, ed A Fragile Thing, pubblicato il 9 ottobre.

## Stile musicale
I Cure vengono molto spesso categorizzati come appartenenti al genere rock gotico per via della loro immagine triste e decadente (specie nei primi anni ottanta, quando hanno ottenuto un'iniziale popolarità, grazie a Pornography, assurto a pietra miliare del genere), nonché a causa della forte componente emozionale delle loro canzoni e dei loro videoclip. Robert Smith, però, ha più volte rifiutato questa definizione, affermando che i Cure non sono e non sono mai stati goth: 
(Robert Smith sulla definizione del supposto genere musicale dei Cure)
Nonostante la posizione di preminenza assoluta di Robert Smith nel gruppo, il processo creativo è, a detta dei membri, molto democratico in quanto ognuno porta le sue idee e quelle giudicate collettivamente migliori vengono sviluppate in vere canzoni. Esempi di ciò si possono vedere in Kiss Me Kiss Me Kiss Me, che contiene input provenienti da ciascuno dei membri, così come in Disintegration (Untitled), in Wish (Wendy Time e Trust), in Wild Mood Swings (This Is a Lie e Club America), in Bloodflowers (The Last Day of Summer) e, infine, in The Cure (Anniversary).
Tutti i membri del gruppo sono generalmente accreditati come compositori delle musiche. Così non è invece per quanto riguarda i testi, che sono esclusivamente opera di Robert Smith.
La creatività di Smith nella composizione dei testi è fortemente influenzata dalla letteratura e tra gli artisti a cui Robert Smith si è ispirato di più, sono da annoverare: Albert Camus (per Killing an Arab), Charles Baudelaire (per How Beautiful You Are), Franz Kafka (per At Night), Dylan Thomas (per Birdmad Girl), Samuel Taylor Coleridge (per A Foolish Arrangement), Christina Rossetti (per Treasure) e, infine, Percy Bysshe Shelley (per Adonais).
Nei CD bonus allegati alle ristampe rimasterizzate degli album di studio dei Cure, è possibile seguire, a grandi linee, il modo di comporre di Smith: partendo da un'improvvisazione con parole farfugliate o appena comprensibili, oppure tramite un mix, più o meno privo di senso, ottenuto unendo insieme i titoli di altre canzoni del gruppo, il cantante butta giù un abbozzo di quella che poi costituirà la trama ritmica del suo cantato. Smith ha dichiarato che scrive testi e musiche separatamente:
(Robert Smith sulla creazione delle canzoni)
Questo processo, che sembra essere abbastanza abitudinario, è particolarmente visibile nei pezzi inediti di The Head on the Door, quelli cioè non inseriti nella tracklisting originaria, bensì soltanto sui lati B dei due singoli Close to Me e In between Days (per esempio, The Exploding Boy o A Few Hours After This, i cui testi provvisori non hanno veramente nulla a che vedere con quelle che poi diventeranno le versioni definitive).

## I Cure dal vivo
Con il crescere del loro repertorio, negli anni recenti i Cure si sono contraddistinti come uno dei gruppi che esegue i concerti di maggior durata, nel panorama internazionale, insieme a Bruce Springsteen e la sua E Street Band, i Grateful Dead e i Phish.
Fin dagli anni 2000 i loro concerti arrivano regolarmente a durare tre ore, fino a un record di 50 canzoni in 4 ore e 16 minuti in un concerto tenuto a Città del Messico, il 21 aprile 2013. Nel 2014, in occasione di un paio di date alla Royal Albert Hall di Londra, proprio la durata ritenuta eccessiva del loro concerto causò un diverbio on-line tra Robert Smith e la giornalista del The Guardian che l'aveva recensito, Caroline Sullivan.
Sul palco il gruppo non si serve di turnisti, anche se per alcune canzoni vengono utilizzate delle basi di accompagnamento: ciò succede, ad esempio, per alcune parti di batteria di One Hundred Years, da Pornography, e per piccole parti di tastiera in alcune canzoni di 4:13 Dream. È capitato che altri musicisti esterni alla formazione abbiano partecipato a dei concerti, per sostituire altri membri non disponibili: Vince Ely ha suonato la batteria per una decina di concerti alla fine del "Top Tour", dopo il licenziamento di Andy Anderson e prima dell'arrivo di Boris Williams nel 1984; Noko ha sostituito Phil Thornalley al basso per un concerto all'inizio del 1984, quando Thornalley era impegnato con i Duran Duran in Australia; Roberto Suave ha ovviato all'assenza di Gallup, quando egli si ammalò di pleurite, durante il "Wish Tour" del 1992, mentre al Fuji Festival tenutosi in Giappone nel 2019 il bassista è stato sostituito dal figlio Eden Gallup.

### Tour
A partire dal primo tour del 1979, fino a tutto il 2024, i Cure hanno tenuto complessivamente 1.552 concerti in tutto il mondo. Di seguito, l'elenco dei tour ufficiali, con i paesi toccati.
1979

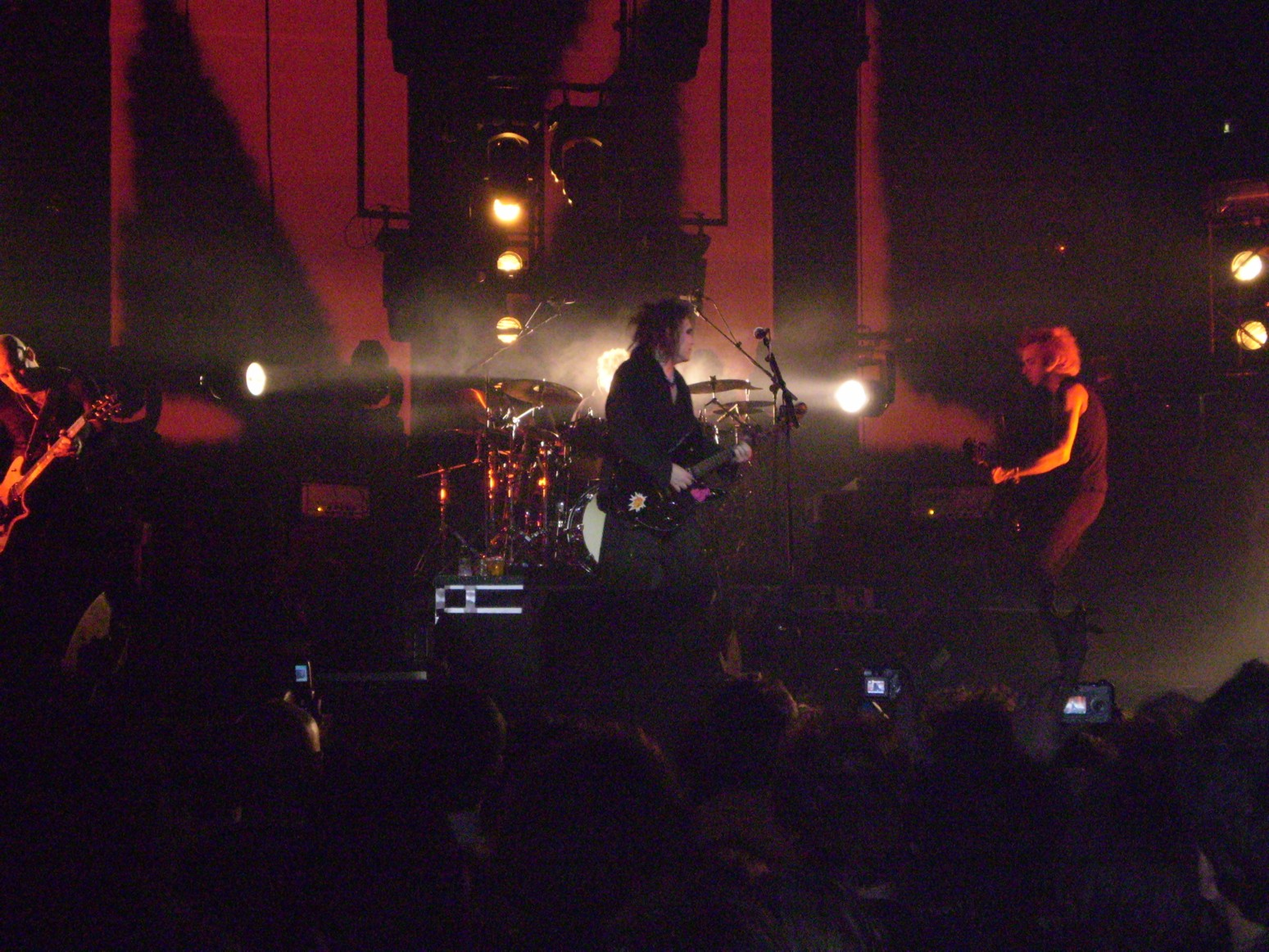
I Cure in concerto a Roma nel 2008

- "Three Imaginary Boys Tour": Regno Unito
- "Join Hands Tour" (come supporto a Siouxsie and the Banshees): Regno Unito, Paesi Bassi
- "Future Pastimes Tour": Regno Unito

1980
- "Seventeen Seconds Tour": Regno Unito, Francia, Belgio, Paesi Bassi, Germania
- "Get a Dose of the Cure Tour": Nuova Zelanda, Australia
- "The Primary Tour": Regno Unito

1981
- "Picture Tour": Regno Unito, Irlanda, Belgio, Germania, Paesi Bassi, Stati Uniti d'America, Nuova Zelanda, Australia, Canada, Francia
- "Eight Appearances Tour": Regno Unito

1982
- "Fourteen Explicit Moments Tour": Regno Unito
- "The Pornography Tour": Paesi Bassi, Belgio, Germania, Francia, Svizzera, Lussemburgo

1984
- "The Top Tour": Regno Unito, Belgio, Francia, Svizzera, Germania, Italia, Nuova Zelanda, Australia, Giappone, Stati Uniti d'America, Canada

1985
- "The Head Tour": Regno Unito, Canada, Stati Uniti d'America, Francia, Belgio, Germania, Paesi Bassi, Italia

1986
- "The Beach Party Tour": Stati Uniti d'America, Canada, Spagna, Francia

1987
- "The Kissing Tour": Canada, Stati Uniti d'America, Norvegia, Svezia, Danimarca, Germania, Belgio, Francia, Paesi Bassi, Svizzera, Spagna, Italia, Regno Unito

1989
- "The Prayer Tour": Danimarca, Svezia, Norvegia, Germania, Paesi Bassi, Belgio, Svizzera, Iugoslavia, Austria, Ungheria, Grecia, Italia, Francia, Spagna, Portogallo, Irlanda, Regno Unito, Stati Uniti d'America, Canada

1990
- "The Pleasure Trips": Francia, Regno Unito, Austria, Svizzera, Belgio, Repubblica Ceca, Repubblica Democratica Tedesca

1992
- "The Warm-Up Tour": Regno Unito
- "The Wish Tour": Stati Uniti d'America, Messico, Canada, Nuova Zelanda, Australia, Norvegia, Finlandia, Svezia, Danimarca, Paesi Bassi, Belgio, Germania, Austria, Svizzera, Francia, Italia, Spagna, Regno Unito, Irlanda

1995
- "The Team Tour": Grecia, Italia, Germania, Regno Unito, Danimarca, Belgio, Francia, Portogallo, Svizzera, Spagna

1996
- "The Swing Tour": Regno Unito, Irlanda, Finlandia, Svezia, Stati Uniti d'America, Canada, Paesi Bassi, Francia, Svizzera, Italia, Spagna, Belgio, Germania, Polonia, Austria, Repubblica Ceca

1997
- "Radio Festivals Tour": Stati Uniti d'America

2000
- "The Dream Tour": Spagna, Francia, Svizzera, Germania, Austria, Repubblica Ceca, Polonia, Paesi Bassi, Regno Unito, Italia, Stati Uniti d'America, Canada, Belgio, Australia

2004
- "The Curiosa Festival Tour": Stati Uniti d'America, Canada
- "An Evening with the Cure Tour": Stati Uniti d'America, Messico

2007-2008
- "4Tour World Tour": Giappone, Cina, Singapore, Australia, Nuova Zelanda, Messico, Svezia, Norvegia, Danimarca, Germania, Polonia, Repubblica Ceca, Austria, Svizzera, Italia, Francia, Spagna, Portogallo, Belgio, Paesi Bassi, Regno Unito, Stati Uniti d'America

2011
- "Reflections Tour": Australia, Regno Unito, Stati Uniti

2012
- "Summercure Tour": Olanda, Spagna, Russia, Svezia, Germania, Belgio, Francia, Danimarca, Italia, Portogallo, Svizzera, Austria, Inghilterra, Irlanda

2013
- "LatAm2013 Tour": Brasile, Paraguay, Argentina, Cile, Perù, Colombia, Messico
- "The Great Circle Tour": Sud Corea, Giappone, Stati Uniti d'America, Canada

2016
- "The Cure Tour 2016": Stati Uniti d'America, Canada, Nuova Zelanda, Australia, Inghilterra, Finlandia, Svezia, Norvegia, Danimarca, Germania, Polonia, Repubblica Ceca, Austria, Ungheria, Italia, Svizzera, Belgio, Paesi Bassi, Francia, Spagna, Portogallo

2022
- "Shows Of A Lost World Tour": Lettonia, Finlandia, Svezia, Norvegia, Danimarca, Germania, Polonia, Austria, Repubblica Ceca, Ungheria, Croazia, Italia, Svizzera, Francia, Spagna, Belgio, Paesi Bassi, Irlanda, Irlanda del Nord, Scozia, Inghilterra, Galles

2023
- "Shows Of A Lost World Tour": Stati Uniti d'America, Canada

### Brani eseguiti solo dal vivo
Esistono alcune canzoni che i Cure non hanno mai registrato in studio ed eseguite solo dal vivo. Una è nota con il titolo Forever e non ha un testo fisso, in quanto, per ogni esecuzione, Robert Smith ne inventa uno diverso. Il brano è una variazione sul tema di Three, traccia strumentale contenuta nell'album Seventeen Seconds del 1980, della quale esiste anche una registrazione dal vivo in studio, realizzata durante la Peel session del 7 gennaio 1981. Ne esistono numerose versioni dal vivo in concerto, ma solo due sono state pubblicate ufficialmente: la prima, eseguita nell'estate del 1981, è contenuta nell'edizione deluxe di Faith del 2005, mentre la seconda, eseguita a Parigi il 15 maggio 1984, fu inserita nella versione in musicassetta dell'album live Concert: The Cure Live del 1984, intitolata The Cure: Concert And Curiosity.
Altro brano eseguito solo dal vivo è All Mine, di cui è stata pubblicata solo l'esecuzione avvenuta il 1º maggio 1982 all'Hammersmith Odeon di Londra, prima nella citata musicassetta The Cure: Concert And Curiosity, e poi nell'edizione deluxe di Pornography del 2005.
Molte altre canzoni, durante i concerti, vengono poi più o meno riscritte nel testo da Smith, vuoi per mancanza di memoria, vuoi per improvvisazione. Due brani ai quali, nelle rispettive esecuzioni live, viene aggiunta quasi sempre una coda di testo inedito sono A Forest e Faith. Nel 1996, inoltre, il gruppo era solito creare dei medley con altre melodie (tra cui: Theme from New York, New York, Mission Impossible Theme, Young at Heart, God Save the Queen, l'Inno alla gioia dalla nona sinfonia di Beethoven), eseguiti operando variazioni di ritmo durante la performance della popolare Why Can't I Be You?

## Impatto sulla cultura di massa
(Kyle Broflovski di South Park, stagione 1, episodio Mecha-Streisand)
I Cure sono stati uno dei primi gruppi alternative ad avere successo, in un'epoca in cui l'alternative rock era ancora un genere di nicchia. Nel 1992 NME scrive: «[negli anni ottanta] i Cure sono diventati una macchina di successi goth (19 a oggi), un fenomeno internazionale e, sì, il gruppo alternative con più successo che si sia mai trascinato svogliatamente su questa terra».
Nel corso degli anni numerosissimi artisti hanno reso omaggio a Smith e compagni, a cominciare dalle influenze più riconosciute dalla critica, come Interpol, My Chemical Romance e Placebo, che Smith accoglie con benevolenza, fino a gruppi "insospettabili" come Red Hot Chili Peppers, Korn, The Raveonettes, The Dandy Warhols, che hanno nel tempo riproposto come cover vari brani dei Cure. Sono inoltre numerosi i tribute album veri e propri.
Un altro gruppo che ha subito una forte influenza dai Cure sono i Deftones,
ritenuti insieme ai Korn i fondatori del movimento nu metal, che con l'album White Pony, ritenuto insieme al precedente Around the Fur il loro capolavoro, hanno deciso di incorporare nel proprio sound elementi di post-punk e new wave.
Vari riferimenti ai Cure sono presenti nella cultura popolare: i film Boys Don't Cry e Se solo fosse vero (in originale Just like Heaven) sono intitolati come le due famose canzoni e nel film Ragazze le due protagoniste sono due amiche fan dei Cure di vecchia data; nella colonna sonora sono presenti varie canzoni e il gruppo viene anche nominato nel film stesso. Paolo Sorrentino si è espressamente ispirato a Robert Smith per il protagonista del film This Must Be the Place, interpretato da Sean Penn, anche se lo stesso cantante ha affermato di non riconoscersi nel personaggio che, a suo dire, assomiglierebbe più a Wayne Hussey, cantante dei The Mission. Smith ha partecipato di persona come guest star al popolare cartone animato South Park, nell'episodio Mecha-Streisand, in cui salva il mondo da una Barbra Streisand trasformatasi in un gigantesco mostro metallico. In quel periodo era in studio per la registrazione di Bloodflowers, quindi le sue parti di doppiaggio sono registrate tramite telefono.
I capelli (e l'acconciatura arruffata e cespugliosa) di Robert Smith sono diventati con gli anni parte del personaggio, tanto che quando nel 1992 egli se li è accorciati, nonostante lo avesse già fatto in precedenza (vedi il famoso live in Orange), in corrispondenza dell'uscita di Wish, MTV lo ha annunciato nel suo telegiornale e la radio di Toronto The Edge 102.1 lo ha classificato al numero 43 nella sua classifica dei "100 momenti più scioccanti nella storia del rock". Gli accorgimenti che usa per tenerli in questo modo sono diventati col tempo una domanda cui egli si è dovuto abituare a rispondere, seppur con crescente fastidio.

## Riconoscimenti
Non sono molti i premi vinti dai Cure nel corso della loro carriera, sempre passata, per stessa ammissione di Smith, al confine tra mainstream e alternative:
(Robert Smith sulla opinione della critica musicale verso i Cure)
Robert Smith si è detto una volta tanto disinteressato delle fortune commerciali dei Cure da annunciare, non si sa quanto seriamente, che non appena i Cure avessero raggiunto il Numero 1 nelle classifiche, avrebbe sciolto il complesso. Ha tuttavia disatteso questa promessa nel 1992, quando il long playing Wish è entrato nella relativa classifica britannica direttamente alla prima posizione.
Questa è la lista completa dei premi assegnati loro, nonché delle nomination ricevute:
- 1989 - MTV Video Music Awards: nomination per Fascination Street nella categoria Best Post Modern Video ('Miglior videoclip post-moderno')[259]
- 1990 - Brit Awards: premio per Lullaby come Best Music Video ('Miglior videoclip musicale')[260]
- 1991 - Brit Awards: premio come Best British Group ('Miglior gruppo britannico')[261]
- 1992 - MTV Video Music Awards: premio per Friday I'm in Love come Best European Video ('Miglior video europeo')[262]
- 1993 - Grammy Awards: nomination per l'album Wish come Best Alternative Music Performance ('Miglior performance musicale alternativa')[263]
- 2001 - Grammy Awards: nomination per l'album Bloodflowers come Best Alternative Music Performance ('Miglior performance musicale alternativa')[264]
- 2003 - Q Awards: assegnazione dell'Inspiration Award ('Premio ispirazione')[265]
- 2004 - MTV Europe Music Awards: nomination per The End of the World come Best Video ('Miglior videoclip')[266]
- 2007 - MTV Video Music Awards Latin America: assegnazione del Premio Influencia ('Premio influenza')[267]
- 2008 - MTV Europe Music Awards: nomination come Best Live ('Miglior live')[268]
- 2009 - NME Awards: assegnazione del Godlike Genius Award ('Premio genio semidio')[200] - nomination come Best Album Artwork ('Miglior copertina')[269]

Al luglio 2008, i Cure avevano vinto nel mondo:
- 14 dischi di platino con 7 diversi album
- 31 dischi d'oro con 12 diversi album
- 4 dischi d'argento con 4 diversi album

Vedi Discografia dei The Cure#Posizioni in classifica e certificazioni

## Discografia

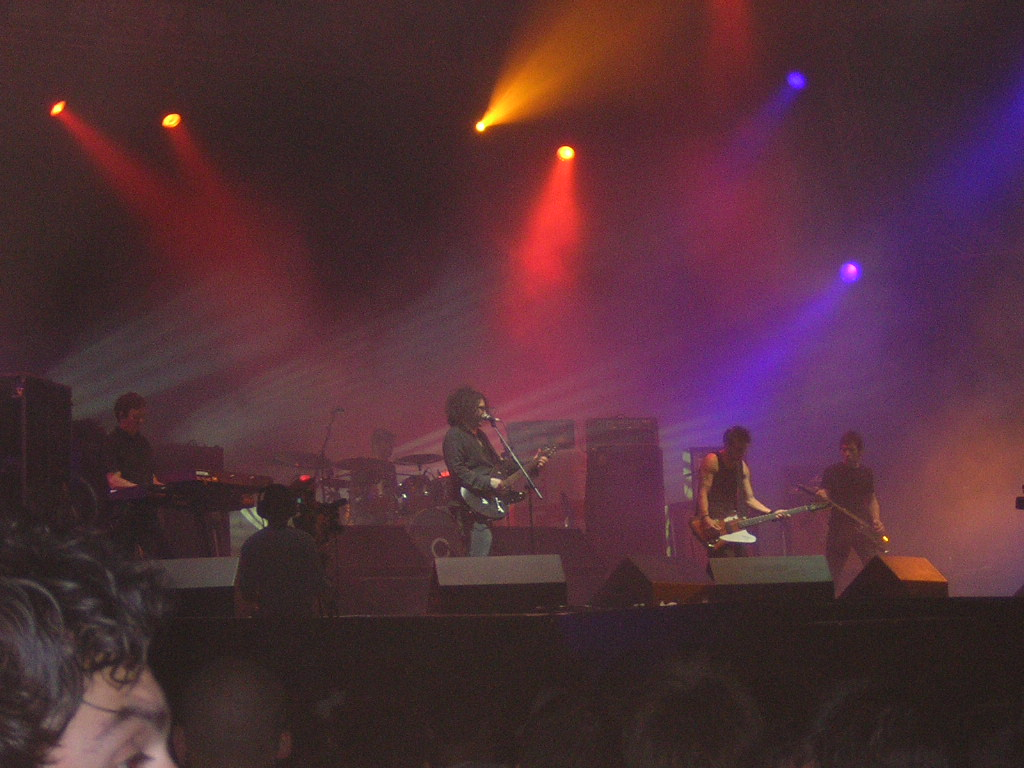
I Cure a Imola il 19 giugno 2004

### Album in studio
Tutti pubblicati da Fiction Records, ove non diversamente indicato.
1. Three Imaginary Boys (1979)
2. Seventeen Seconds (1980)
3. Faith (1981)
4. Pornography (1982)
5. The Top (1984)
6. The Head on the Door (1985)
7. Kiss Me Kiss Me Kiss Me (1987)
8. Disintegration (1989)
9. Wish (1992)
10. Wild Mood Swings (1996)
11. Bloodflowers (2000)
12. The Cure (Geffen Records) (2004)
13. 4:13 Dream (Suretone Records) (2008)
14. Songs of a Lost World (2024)

### Album raccolta
Tutti pubblicati da Fiction Records.
- Japanese Whispers (1983)

### Album dal vivo
Tutti pubblicati da Fiction Records.
- Concert: The Cure Live (1984)
- Entreat (1991)
- Show (1993)
- Paris (1993)

### Raccolte di singoli
Tutti pubblicati da Fiction Records.
- Standing on a Beach - The Singles 1978-1985 (1986)
- Galore - The Singles 1987-1997 (1997)
- Greatest Hits (2001)

## Formazione

### Formazione attuale
- Robert Smith - voce, chitarra, tastiera, basso, violino (1976-oggi)
- Simon Gallup - basso, tastiera (1979-1983, 1985-oggi)[270]
- Jason Cooper - batteria (1995-oggi)
- Roger O'Donnell - tastiera (1987-1989, 1995-2005, 2011-oggi)
- Reeves Gabrels - chitarra (2012-oggi)[271]
- Perry Bamonte - tastiera, chitarra, basso a sei corde (1990-2005, 2022-oggi)

### Ex componenti
- Laurence Tolhurst - batteria (1976-1982), tastiera (1983-1989), altri strumenti (1989, 2011)[272]
- Porl Thompson - chitarra, sassofono, tastiera (1976-1978, 1983-1992, 2005-2011)[273]
- Michael Dempsey - basso, voce (1976-1979)
- Matthieu Hartley - tastiera (1979-1980)
- Phil Thornalley - basso (1983-1985)
- Andy Anderson - batteria (1983-1985)
- Boris Williams - batteria (1985-1995)[274]

### I cambi di line-up: la "politica della porta girevole"
La formazione dei Cure è stata sempre figlia delle ispirazioni musicali attuali di Robert Smith. Come ammette egli stesso:
(Robert Smith discute dell'allontanamento di Roger O'Donnell e Perry Bamonte nel 2005)
Per questo motivo, col tempo il pubblico ha assistito a ben nove cambi di formazione, a partire dall'allontanamento di Michael Dempsey, il primo bassista, dopo solo un album (l'esordio Three Imaginary Boys), perché in disaccordo con la direzione più dark e riflessiva che Smith avrebbe poi percorso nei successivi tre album. È stato scritto, abbastanza propriamente, che la formazione dei Cure sembra essere fatta seguendo una "politica della porta girevole".
Nessuna formazione dei Cure è durata per più di tre album di studio. La più longeva è stata quella formata da Smith/Gallup/O'Donnell/Bamonte/Cooper, che è rimasta invariata per undici anni (dal 1995 al 2005) e ha registrato Wild Mood Swings, Bloodflowers e The Cure.